# プロ野球チーム一覧

各国のプロ野球チーム一覧（プロやきゅうチームいちらん）。

## 日本
いずれも活動開始順に記載。年度が同じ場合は本拠地の位置順に記載する。

### 日本野球機構（NPB）
各チームの一軍によるセントラル・リーグ、パシフィック・リーグと、二軍によるイースタン・リーグ、ウエスタン・リーグが存在する。一部の球団は三軍・四軍を保有しているが、リーグ戦には参加せず独立リーグや社会人のチームとの試合を行っている。
リーグ戦を行っていなかった時代や1リーグで活動していた時代があることから、セントラルとパシフィックの各球団については便宜上発足年度を表記する。

#### セントラル・リーグ
- 読売ジャイアンツ：1934年12月26日発足
本拠地：東京ドーム（東京都文京区）
  - 大日本東京野球倶楽部（1934年）→東京巨人軍（1935年〜1946年）→読売ジャイアンツ（1947年～）
- 阪神タイガース：1935年12月10日発足
本拠地：阪神甲子園球場（兵庫県西宮市）
  - 大阪野球倶楽部（1935年）→大阪タイガース（1936年〜1940年途）→阪神軍（1940年途〜1945年）→大阪タイガース（1946年〜1960年）→阪神タイガース（1961年〜）
- 中日ドラゴンズ：1936年1月15日発足
本拠地：バンテリンドーム ナゴヤ（愛知県名古屋市東区）
  - 名古屋軍（1936年〜1943年）→産業軍（1944年）→中部日本軍（1946年）→中日ドラゴンズ（1947年〜1950年）→名古屋ドラゴンズ（1951年〜1953年）→中日ドラゴンズ（1954年〜）
- 横浜DeNAベイスターズ：1949年11月22日発足
本拠地：横浜スタジアム（神奈川県横浜市中区）
  - 大洋ホエールズ（1950年〜1952年）→大洋松竹ロビンス（1953年〜1954年）→大洋ホエールズ（1955年〜1977年）→横浜大洋ホエールズ（1978年〜1992年）→横浜ベイスターズ（1993年〜2011年）→横浜DeNAベイスターズ（2012年〜）
- 広島東洋カープ：1949年12月15日発足
本拠地：MAZDA Zoom-Zoom スタジアム広島（広島県広島市南区）
  - 広島カープ（1950年〜1967年）→広島東洋カープ（1968年〜）
- 東京ヤクルトスワローズ：1950年1月12日発足
本拠地：明治神宮野球場（東京都新宿区）
  - 国鉄スワローズ（1950年〜1965年途）→サンケイスワローズ（1965年途〜終了）→サンケイアトムズ（1966年〜1968年）→アトムズ（1969年）→ヤクルトアトムズ（1970年〜1973年）→ヤクルトスワローズ（1974年〜2005年）→東京ヤクルトスワローズ（2006年〜）

#### パシフィック・リーグ
- オリックス・バファローズ：1936年1月23日発足
本拠地：京セラドーム大阪（大阪府大阪市西区）
  - 阪急軍（1936年〜1946年）→阪急ブレーブス（1947年[注釈 1]〜1988年）→オリックス・ブレーブス（1989年〜1990年）→オリックス・ブルーウェーブ（1991年〜2004年）→オリックス・バファローズ（2005年〜）
- 福岡ソフトバンクホークス：1938年3月29日発足
本拠地：みずほPayPayドーム福岡（福岡県福岡市中央区）
  - 南海軍（1938年途〜1944年途）→近畿日本軍（1944年途〜1945年）→グレートリング（1946年〜1947年途）→南海ホークス（1947年途〜1988年）→福岡ダイエーホークス（1989年〜2004年）→福岡ソフトバンクホークス（2005年〜）
- 北海道日本ハムファイターズ：1945年11月6日発足
本拠地：エスコンフィールドHOKKAIDO（北海道北広島市）
  - セネタース（1946年）→東急フライヤーズ（1947年）→急映フライヤーズ（1948年）→東急フライヤーズ（1949年〜1953年）→東映フライヤーズ（1954年〜1972年）→日拓ホームフライヤーズ（1973年）→日本ハムファイターズ（1974年〜2003年）→北海道日本ハムファイターズ（2004年〜）
- 千葉ロッテマリーンズ：1949年9月21日発足
本拠地：ZOZOマリンスタジアム（千葉県千葉市美浜区）
  - 毎日オリオンズ（1950年〜1957年）→毎日大映オリオンズ（1958年〜1963年）→東京オリオンズ（1964年〜1968年）→ロッテオリオンズ（1969年〜1991年）→千葉ロッテマリーンズ（1992年〜）
- 埼玉西武ライオンズ：1949年11月26日発足
本拠地：ベルーナドーム（埼玉県所沢市）
  - 西鉄クリッパース（1950年）→西鉄ライオンズ（1951年〜1972年）→太平洋クラブライオンズ（1973年〜1976年）→クラウンライターライオンズ（1977年〜1978年）→西武ライオンズ（1979年〜2007年）→埼玉西武ライオンズ（2008年〜）
- 東北楽天ゴールデンイーグルス：2004年9月24日発足
本拠地：楽天モバイルパーク宮城（宮城県仙台市宮城野区）

#### イースタン・リーグ
- 読売ジャイアンツ
本拠地：ジャイアンツタウンスタジアム（東京都稲城市）
  - 読売ジャイアンツ（1949年〜1953年）→読売ジュニアジャイアンツ（1954年〜1955年）→読売ジャイアンツ（1961年〜）
- 北海道日本ハムファイターズ
本拠地：ファイターズ鎌ケ谷スタジアム（千葉県鎌ケ谷市）
  - 東急チックフライヤーズ（1949年〜1953年）→東映チックフライヤーズ（1954年〜1955年）→東映フライヤーズ（1961年〜1972年）→日拓ホームフライヤーズ（1973年）→日本ハムファイターズ（1974年〜2003年）→北海道日本ハムファイターズ（2004年〜）
- 千葉ロッテマリーンズ
本拠地：ロッテ浦和球場（埼玉県さいたま市南区）
  - 毎日グリッターオリオンズ（1950年〜1955年）→毎日大映オリオンズ（1961年〜1963年）→東京オリオンズ（1964年〜1968年）→ロッテオリオンズ（1969年〜1991年）→千葉ロッテマリーンズ（1992年〜）
- 横浜DeNAベイスターズ
本拠地：横須賀スタジアム（神奈川県横須賀市）
  - 大洋ホエールズ（1950年〜1952年）→大洋松竹ロビンス（1953年）→洋松ジュニアロビンス（1954年）→大洋ジュニアホエールズ（1955年）→大洋ホエールズ（1961年〜1977年）→横浜大洋ホエールズ（1978年〜1992年）→横浜ベイスターズ（1993年〜1999年）→湘南シーレックス（2000年〜2010年）→横浜ベイスターズ（2011年）→横浜DeNAベイスターズ（2012年〜）
- 埼玉西武ライオンズ
本拠地：CAR3219フィールド（埼玉県所沢市）
  - 西鉄ライオンズ（1952年〜1972年）→太平洋クラブライオンズ（1973年〜1976年）→クラウンライターライオンズ（1977年〜1978年）→西武ライオンズ（1979年〜2004年）→インボイス（2005年〜2006年）→グッドウィル（2007年）→埼玉西武ライオンズ（2008年〜）
- 東京ヤクルトスワローズ
本拠地：ヤクルト戸田球場（埼玉県戸田市）
  - 国鉄スワローズ（1950年〜1953年）→国鉄フレッシュスワローズ（1954年〜1955年）→国鉄スワローズ（1961年〜1965年途）→サンケイスワローズ（1965年途）→サンケイアトムズ（1966年〜1968年）→アトムズ（1969年）→ヤクルトアトムズ（1970年〜1973年）→ヤクルトスワローズ（1974年〜2005年）→東京ヤクルトスワローズ（2006年〜）
- 東北楽天ゴールデンイーグルス
本拠地：森林どりスタジアム泉（宮城県仙台市泉区）
- オイシックス新潟アルビレックス・ベースボール・クラブ ※2023年まではベースボール・チャレンジ・リーグに所属
本拠地：HARD OFF ECOスタジアム新潟（新潟県新潟市中央区）
  - 新潟アルビレックス・ベースボール・クラブ（2007年～2023年）→オイシックス新潟アルビレックス・ベースボール・クラブ（2024年～）

#### ウエスタン・リーグ
- 阪神タイガース
本拠地：日鉄鋼板SGLスタジアム尼崎（兵庫県尼崎市）
  - 大阪タイガース（1950年〜1953年）→阪神ジャガーズ（1954年〜1956年）→阪神タイガース（1957年〜）
- 中日ドラゴンズ
本拠地：ナゴヤ球場（愛知県名古屋市中川区）
  - 名古屋ドラゴンズ（1951年〜1952年）→中日ドラゴンズ（1953年）→中日ダイアモンズ（1954年〜1955年）→中日ドラゴンズ（1956年〜）
- オリックス・バファローズ
本拠地：杉本商事バファローズスタジアム舞洲（大阪府大阪市此花区）
  - 阪急ブレーブス（1949年〜1988年）→オリックス・ブレーブス（1989年〜1990年）→オリックス・ブルーウェーブ（1991年〜1999年）→サーパス神戸（2000年〜2005年）→サーパス（2006年〜2008年）→オリックス・バファローズ（2009年〜）
- 福岡ソフトバンクホークス
本拠地：タマホーム スタジアム筑後（福岡県筑後市）
  - 南海ホークス（1949年〜1988年）→福岡ダイエーホークス（1989年〜2004年）→福岡ソフトバンクホークス（2005年〜）
- 広島東洋カープ
本拠地：広島東洋カープ由宇練習場（山口県岩国市）
  - 広島カープ（1950年〜1953年）→広島グリーンズ（1954年〜1955年）→広島カープグリナーズ（1956年〜1957年）→広島カープ（1958年〜1967年）→広島東洋カープ（1968年〜）
- くふうハヤテベンチャーズ静岡
本拠地：ちゅ〜るスタジアム清水（静岡県静岡市清水区）

#### 三軍
- 福岡ソフトバンクホークス（2011年〜）
- 読売ジャイアンツ（2016年〜）
- 埼玉西武ライオンズ（2023年〜）

#### 四軍
- 福岡ソフトバンクホークス（2023年〜）

### 四国アイランドリーグplus
- 愛媛マンダリンパイレーツ（2005年〜）
本拠地：坊っちゃんスタジアム（愛媛県松山市）
- 香川オリーブガイナーズ（2005年〜）
本拠地：レクザムスタジアム（香川県高松市）
- 徳島インディゴソックス（2005年〜）
本拠地：JAバンク徳島スタジアム（徳島県徳島市）
- 高知ファイティングドッグス（2005年〜）
本拠地：高知市野球場（高知県高知市）

### ベースボール・チャレンジ・リーグ
- 信濃グランセローズ（2007年〜）
- 群馬ダイヤモンドペガサス（2008年〜）
本拠地：高崎市城南野球場（群馬県高崎市）
- 埼玉武蔵ヒートベアーズ（2015年〜）
本拠地：さくら運動公園野球場（埼玉県熊谷市）
  - 武蔵ヒートベアーズ（2015年〜2018年）→埼玉武蔵ヒートベアーズ（2019年〜）
- 福島レッドホープス（2015年〜）
  - 福島ホープス（2015年〜2018年）→福島レッドホープス（2019年〜）
- 栃木ゴールデンブレーブス（2017年〜）
- 茨城アストロプラネッツ（2019年〜）
- 神奈川フューチャードリームス（2020年〜）
- 山梨ファイアーウィンズ（2025年～）
- 千葉スカイセイラーズ ※準加盟球団。2023年はベイサイドリーグ所属、2024年は無所属

### 日本海リーグ
※富山と石川は2021年まではベースボール・チャレンジ・リーグ、2022年は日本海オセアンリーグ所属。
- 富山GRNサンダーバーズ（2007年〜）
  - 富山サンダーバーズ（2007年〜2014年）→富山GRNサンダーバーズ（2015年〜）
- 石川ミリオンスターズ（2007年〜）
- SHIGA HIJUMPS ※準加盟球団

### 関西独立リーグ（2代）
※兵庫および大阪は、2013年までは旧リーグ所属。
- 兵庫ブレイバーズ（2011年〜）
本拠地：神姫バスキッピースタジアム（兵庫県三田市）
  - 兵庫ブルーサンダーズ（2011年〜2020年）→神戸三田ブレイバーズ（2021年）→兵庫ブレイバーズ（2022年〜）
- 大阪ゼロロクブルズ（2012年〜）
本拠地：花園セントラルスタジアム（大阪府東大阪市）
  - 06BULLS（2012年～2022年）→大阪ゼロロクブルズ（2023年～）
- 和歌山ウェイブス（2017年〜）
本拠地：田辺スポーツパーク野球場（和歌山県田辺市）
  - 和歌山ファイティングバーズ（2017年～2022年）→和歌山ウェイブス（2023年～）
- 堺シュライクス（2019年〜）
本拠地：くら寿司スタジアム堺（大阪府堺市）
- 淡路島ウォリアーズ（2023年〜2024年） ※2025年からは準加盟球団
本拠地：淡路佐野野球場（兵庫県淡路市）
- 姫路イーグレッターズ（2024年～）
本拠地：姫路市立姫路球場（兵庫県姫路市）

### 北海道ベースボールリーグ
- 富良野ブルーリッジ（2020年〜）
本拠地：富良野市民野球場（北海道富良野市）
  - レラハンクス富良野ベースボールクラブ（2020年）→富良野ブルーリッジ（2021年〜）
- 旭川ビースターズ（2023年〜）

### 北海道フロンティアリーグ
※発足時の3球団は2021年までは北海道ベースボールリーグ所属。
- 美唄ブラックダイヤモンズ（2020年〜）
本拠地：美唄市営野球場（北海道美唄市）
- KAMIKAWA・士別サムライブレイズ（2021年〜）
本拠地：士別市ふどう野球場（北海道士別市）
  - 士別サムライブレイズ（2021年 - 2022年）→KAMIKAWA・士別サムライブレイズ（2023年 - ）
- 石狩レッドフェニックス（2021年〜）
本拠地：青葉公園野球場（北海道石狩市）
- 別海パイロットスピリッツ（2025年～）
本拠地：別海町営野球場（北海道別海町）

### 九州アジアリーグ
- 火の国サラマンダーズ（2021年〜）
本拠地：リブワーク藤崎台球場（熊本県熊本市）
- 大分B-リングス（2021年〜）
本拠地：別大興産スタジアム（大分県大分市）
- 北九州下関フェニックス（2022年〜）
  - 福岡北九州フェニックス（2022年）→北九州下関フェニックス（2023年〜）
- 宮崎サンシャインズ（2023年～）
- 佐賀アジアドリームズ ※準加盟球団（2024年から一部公式戦に参加）
  - 佐賀インドネシアドリームズ（2024年）→佐賀アジアドリームズ（2025年～）

### 消滅したチーム

#### 日本野球機構以前に活動した球団
- 宝塚運動協会（1920年〜1929年）
  - 日本運動協会（1920年〜1923年）→宝塚運動協会（1924年〜1929年）
- 天勝野球団（1921年〜1923年）

#### 日本野球機構
旧日本野球連盟時代
- 翼軍（1936年〜1940年）※名古屋金鯱軍と合併し大洋軍に。
  - 東京セネタース（1936年〜1940年途）→翼軍（1940年途）
- 名古屋金鯱軍（1936年〜1940年）※翼軍と合併し大洋軍に。
- 西鉄軍（1941年〜1943年）
  - 大洋軍（1941年〜1942年）→西鉄軍（1943年）
- 大和軍（1937年〜1943年）
  - イーグルス（1937年〜1940年）→黒鷲軍（1941年〜1942年）→大和軍（1943年）

セントラル・リーグ
- 西日本パイレーツ（1950年）※西鉄クリッパースに吸収合併。
- 松竹ロビンス（1936年〜1952年）※大洋ホエールズと合併し大洋松竹ロビンスに。
  - 大東京軍（1936年〜1937年途）→ライオン軍（1937年途〜1940年）→朝日軍（1941年〜1944年）→パシフィック（1946年）→太陽ロビンス（1947年）→大陽ロビンス（1948年〜1949年）→松竹ロビンス（1950年〜1952年）

パシフィック・リーグ
- 高橋ユニオンズ（1954年〜1956年）※大映スターズに吸収合併。
  - 高橋ユニオンズ（1954年）→トンボユニオンズ（1955年）→高橋ユニオンズ（1956年）
- 大映ユニオンズ（1946年〜1957年）※毎日オリオンズに吸収合併。
  - ゴールドスター（1946年）→金星スターズ（1947年〜1948年）→大映スターズ（1949年〜1956年）→大映ユニオンズ（1957年）
- 大阪近鉄バファローズ（1950年〜2004年）※オリックス・ブルーウェーブに吸収合併。
  - 近鉄パールス（1950年〜1958年）→近鉄バファロー（1959年〜1961年）→近鉄バファローズ（1962年〜1998年）→大阪近鉄バファローズ（1999年〜2004年）

二軍
- 大映ジュニアスターズ
  - 金星リトルスターズ（1948年）→大映ジュニアスターズ（1955年）
- トンボBユニオンズ
- 山陽クラウンズ
- 大阪近鉄バファローズ
  - 近鉄パールス（1953年〜1958年）→近鉄バファロー（1959年〜1961年）→近鉄バファローズ（1962年〜1998年）→大阪近鉄バファローズ（1999年〜2004年）

#### 新日本専門リーグ
※1936年の1年のみ活動。
- セントラルシチー中京
  - セントラルシチー中京（1936年）→中京野球クラブ（1936年途）
- 岐阜イースタン
  - 岐阜イースタン（1936年）→イースタン東海（1936年途）→関西コーモラント（1936年途）
- 東京ユニオン

#### 国民野球連盟
※1947年の1年のみ活動。
- 大塚アスレチックス
- 唐崎クラウン
- 結城ブレーブス
  - グリーンバーグ（1947年）→結城ブレーブス（1947年途）
- 熊谷レッドソックス
  - 宇高レッドソックス（1947年）→熊谷レッドソックス（1947年途）

#### 日本女子野球連盟
※1950年発足、1952年ノンプロ移行。
- 京浜ジャイアンツ
- ロマンス・ブルーバード
- レッドソックス→三共レッドソックス
- ホーマー→富国ホーマー
- そごうフラワーズ
- ヱーワン・ブリアンツ→ヱーワン・ドラゴンズ
- パールス→ニッサン・パールズ→パールズ→岡田バッテリーズ
- わかもとフラビンス
- クロススターズ

#### 四国アイランドリーグplus
- 福岡レッドワーブラーズ（2008年〜2009年）
- 長崎セインツ（2008年〜2010年）
- 三重スリーアローズ（2011年）※2010年はジャパン・フューチャーベースボールリーグに所属。

#### 日本海オセアンリーグ
- 福井ネクサスエレファンツ（2008年〜2022年）※2021年まではベースボール・チャレンジ・リーグに所属。
  - 福井ミラクルエレファンツ（2008年〜2019年）→福井ワイルドラプターズ（2020年〜2021年）→福井ネクサスエレファンツ（2022年）

#### 関西独立リーグ（初代）
- 神戸9クルーズ（2009年〜2010年）
- 明石レッドソルジャーズ（2009年〜2011年）
- 紀州レンジャーズ（2009年〜2013年）
- ソウル・ヘチ（2010年〜2011年）
  - コリア･ヘチ（2010年）→ソウル・ヘチ（2010年途〜2011年）
- 大阪ホークスドリーム（2011年）
- 神戸サンズ（2011年〜2012年）
- 大和侍レッズ（2012年）

#### ジャパン・フューチャーベースボールリーグ
- 大阪ゴールドビリケーンズ（2010年）※2009年は関西独立リーグ（初代）に所属。

#### 関西独立リーグ（2代）
- 姫路GoToWORLD（2014年〜2016年）

#### 北海道ベースボールリーグ
- 奈井江・空知ストレーツ（2022年）
- すながわリバーズ（2022年〜2023年）※正式な解散表明はないが事実上活動停止。

#### ベイサイドリーグ
- YKSホワイトキングス（2023年）
- 滋賀GOブラックス（2017年〜2022年）
ベースボール・チャレンジ・リーグ→日本海オセアンリーグに所属していた。2023年より活動休止。
  - 滋賀ユナイテッドベースボールクラブ（2017年〜2019年[注釈 2]）→オセアン滋賀ブラックス（2020年〜2021年）→滋賀GOブラックス（2022年〜）

#### 日本女子プロ野球機構
- 京都フローラ（2010年〜2021年）
  - 京都アストドリームス（2010年〜2012年）→ウエスト・フローラ（2013年〜2014年）→京都フローラ（2015年〜2021年）
- 愛知ディオーネ（2010年〜2021年）
  - 兵庫スイングスマイリーズ（2010年〜2012年）→サウス・ディオーネ（2013年〜2014年）→兵庫ディオーネ（2015年〜2017年）→愛知ディオーネ（2018年〜2021年）
- レイア（2012年〜2021年）
  - 大阪ブレイビーハニーズ（2012年）→ノース・レイア（2013年〜2014年）→東北レイア（2015年）→レイア（2016年〜2021年）
- 埼玉アストライア（2013年〜2021年）
  - イースト・アストライア（2013年〜2014年）→埼玉アストライア（2015年〜2021年）

#### プロ野球マスターズリーグ
- 札幌アンビシャス
- 東京ドリームス
- 名古屋80D'sers
- 大阪ロマンズ
- 福岡ドンタクズ

### 加盟を申し込みながら認められなかったチーム
- 東京カッブス（1946年申請：日本野球連盟）
- 全桐生（1946年申請：日本野球連盟）[1]
- 熊谷ゴールデン・カイツ（1947年申請：国民野球連盟）※宇高レッドソックスを買取し熊谷レッドソックスに
- 大映球団（1947年申請：日本野球連盟）
- 星野組（1949年申請：日本野球連盟）[2][3]
- 名鉄レッドソックス（1949年申請：日本野球連盟） - 星野組と同時期にパリーグとして申請するが、すでにあるセリーグの中日ドラゴンズが「愛知に２系統は不要」と難色を示していて、これを受けて取り下げた。こういう経緯から、中日のオファーで名鉄が一時、ドラゴンズ（当時は名古屋ドラゴンズ）のオーナーとなり、1953年にも大映の永田からのパリーグへのオファーも再びあったが今度は名鉄側が難色を示したので高橋ユニオンズが発足した。セパ分裂当時、朝日新聞が名鉄、新東海（名古屋の新聞社）と組んで「愛知レッドソックス」としてパリーグ申請しようとしたことが有った。
- 仙台ライブドアフェニックス（2004年申請：パシフィック・リーグ）

### 無所属など
- 琉球ブルーオーシャンズ（2019年～2023年）
活動開始からリーグには所属せず。2022年11月より活動休止、2023年4月には運営会社のBASE沖縄野球団が自己破産するなど自然消滅状態となっている。

## 大韓民国

### 韓国野球委員会

#### KBOリーグ
- サムスン・ライオンズ
本拠地：大邱サムスン・ライオンズ・パーク（大邱広域市寿城区）
  - サムスン・ライオンズ（1982年〜）
- ロッテ・ジャイアンツ
本拠地：社稷野球場（釜山広域市東萊区）
  - ロッテ・ジャイアンツ（1982年〜）
- LGツインズ
本拠地：蚕室総合運動場野球場（ソウル特別市松坡区）
  - MBC青龍（1982年〜1989年）→LGツインズ（1990年〜）
- 斗山ベアーズ（トゥサン・ベアーズ）
本拠地：蚕室総合運動場野球場（ソウル特別市松坡区）
  - OBベアーズ（1982年〜1998年）→斗山ベアーズ（1999年〜）
- 起亜タイガース（キア・タイガース）
本拠地：光州起亜チャンピオンズフィールド（光州広域市北区）
  - ヘテ・タイガース（1982年〜2001年途）→起亜タイガース（2001年途〜）
- ハンファ・イーグルス
本拠地：ハンファ生命イーグルスパーク（大田広域市中区）
  - ピングレ・イーグルス（1985年〜1993年）→ハンファ・イーグルス（1994年〜）
- SSGランダース
本拠地：文鶴野球場（仁川広域市南区）
  - SKワイバーンズ（2000年〜2020年）→SSGランダース（2021年〜）
- キウム・ヒーローズ
本拠地：高尺スカイドーム（ソウル特別市九老区）
  - ウリ・ヒーローズ（2008年〜2008年途）→ヒーローズ（2008年途〜2009年）→ネクセン・ヒーローズ（2010年〜2018年）→キウム・ヒーローズ（2019年〜）
- NCダイノス
本拠地：馬山総合運動場野球場（慶尚南道・昌原市）
  - NCダイノス（2013年〜）
- KTウィズ
本拠地：水原KTウィズパーク（京畿道・水原市）
  - KTウィズ（2015年〜）

#### フューチャーズリーグ
- サムスン・ライオンズ
本拠地：三星ライオンズボールパーク（慶尚北道・慶山市）
  - サムスン・ライオンズ（1990年〜）
- ロッテ・ジャイアンツ
本拠地：上東野球場（慶尚南道・金海市）
  - ロッテ・ジャイアンツ（1990年〜）
- LGツインズ
本拠地：LGチャンピオンズパーク（京畿道・利川市）
  - LGツインズ（1990年〜）
- 斗山ベアーズ
本拠地：ベアーズフィールド（京畿道・利川市）
  - OBベアーズ（1990年〜1998年）→斗山ベアーズ（1999年〜）
- 起亜タイガース
本拠地：咸平起亜チャレンジャーズフィールド（全羅南道・咸平郡）
  - ヘテ・タイガース（1990年〜2001年途）→起亜タイガース（2001年途〜）
- ハンファ・イーグルス
本拠地：瑞山野球場（忠清南道・瑞山市）
  - ピングレ・イーグルス（1990年〜1993年）→ハンファ・イーグルス（1994年〜）
- SSGランダース
本拠地：SSGフューチャーズパーク（仁川広域市）
  - SKワイバーンズ（2000年〜2020年）→SSGランダース（2021年〜）
- 尚武フェニックス
本拠地：尚武野球場（慶尚北道・聞慶市）
  - 尚武フェニックス（2001年〜）
- 高陽ヒーローズ
本拠地：高陽国家代表グラウンド（京畿道・高陽市）
  - ウリ・ヒーローズ（2008年〜2008年途）→ヒーローズ（2008年途〜2009年）→ネクセン・ヒーローズ（2010年〜2013年）→華城ヒーローズ（2014年〜2018年）→高陽ヒーローズ（2019年〜）
- 昌原ダイノス
本拠地：馬山総合運動場野球場（慶尚南道・昌原市）
  - NCダイノス（2012年〜2014年）→高陽ダイノス（2015年〜2018年）→昌原ダイノス（2019年〜）
- KTウィズ
本拠地：益山国家代表グラウンド（全羅北道・益山市）
  - KTウィズ（2014年〜）

### 京畿道リーグ
- 高陽ワンダーズ（2018年〜）
本拠地：エースボールパーク（京畿道・高陽市）
  - 高陽ウィナーズ（2018年〜2023年）→高陽ワンダーズ（2024年〜）
- 漣川ミラクル（2019年〜）※2017年〜2018年はKIBAドリームリーグに所属。
本拠地：ソンゴクベースボールパーク（京畿道・漣川郡）
- 城南マグパイズ（2021年〜）
本拠地：炭川野球場（京畿道・城南市）
- 加平ホエールズ（2021年〜）
本拠地：加平市総合運動場野球場（京畿道・加平郡）
  - 始興ウルブズ（2021年）→加平ホエールズ（2022年〜）
- 抱川モンスター（2022年〜）
- 水原パインイグス（2023年〜）
本拠地：クヮンギョ野球場（京畿道・水原市）
- 華城コリヨ（2024年〜）
本拠地：ビボン野球場（京畿道・華城市）
- 龍仁ドラゴンズ（2025年〜）
本拠地：南沙市民野球場（京畿道・龍仁市）

### 消滅したチーム

#### 韓国野球委員会
KBOリーグ
- サンバンウル・レイダース（1991年〜1999年）
  - サンバンウル・レイダース（1991年〜1999年）→SKワイバーンズが選手を受け入れ、実質の系譜を継承
- 現代ユニコーンズ（1982年〜2007年）
  - 三美スーパースターズ（1982年〜1985年途）→青宝ピントゥス（1985年途〜1987年）→太平洋ドルフィンズ（1988年〜1995年）→現代ユニコーンズ（1996年〜2007年）→ウリ・ヒーローズが選手を受け入れ、実質の系譜を継承

フューチャーズリーグ
- サンバンウル・レイダース（1990年〜1999年）
  - サンバンウル・レイダース（1990年〜1999年）→SKワイバーンズが選手を受け入れ、実質の系譜を継承
- 現代ユニコーンズ（1990年〜2007年）
  - 太平洋ドルフィンズ（1990年〜1995年）→現代ユニコーンズ（1996年〜2007年）→ウリ・ヒーローズが選手を受け入れ、実質の系譜を継承
- 警察野球団（2005年〜2019年）
- 高陽ワンダーズ（2012年〜2014年）

#### KIBAドリームリーグ
- ジャーニーマン外人球団（2017年〜2018年）

#### 京畿道リーグ
- 水原ロボッツ（2018年）※参入出来ず
- 龍仁ステルス（2018年）※参入出来ず
- 楊州レボリューション（2018年〜2019年）
- 城南ブルーパンダス（2018年〜2019年）
- 議政府新韓大学フェニックス（2018年〜2019年）※2018年はKIBAドリームリーグに所属
- 龍仁BBADDA独立野球団（2020年）
- スコアボーン・ハイエナズ（2021年）
- 坡州チャレンジャーズ（2019年〜2024年）※2018年はKIBAドリームリーグに所属。

## 台湾

### 中華職業棒球大聯盟（CPBL、旧：中華職業棒球聯盟）
- 中信兄弟
本拠地：台中インターコンチネンタル野球場（台中市北屯区）
  - 兄弟エレファンツ（兄弟象、1990年〜2013年）→中信兄弟（2014年〜）
- 統一ライオンズ（統一獅）
本拠地：台南市立野球場（台南市南区）
  - 統一ライオンズ（1990年〜2007年）→統一セブンイレブン・ライオンズ（統一7-ELEVEN獅、2008年〜2016年）→統一ライオンズ（2017年〜）
- 富邦ガーディアンズ（富邦悍将）
本拠地：新荘体育場野球場（新北市新荘区）
  - 俊国ベアーズ（俊国熊、1993年〜1995年）→興農ベアーズ（興農熊、1996年〜1996年途）→興農ブルズ（興農牛、1996年途〜2012年）→義大ライノズ（義大犀牛、2013年〜2016年）→富邦ガーディアンズ（2017年〜）
- 楽天モンキーズ（楽天桃猿）
本拠地：桃園国際野球場（桃園市中壢区）
  - 第一金剛（2003年）→La Newベアーズ（LaNew熊、2004年〜2010年）→Lamigoモンキーズ（Lamigo桃猿、2011年〜2019年）→楽天モンキーズ（2020年〜)
- 味全ドラゴンズ（味全龍、1990年〜1999年、2019年〜）
本拠地：台北市立天母野球場(台北市士林区天母)
- 台鋼ホークス（台鋼雄鷹、2022年～）
本拠地：澄清湖野球場（高雄市）

### 消滅したチーム

#### 中華職業棒球聯盟
- 時報イーグルス（時報鷹、1993年〜1998年）
- 三商タイガース（三商虎、1990年〜1999年）

#### 台湾職業棒球大聯盟（TML）
- 台北太陽（1997年〜2002年）
  - 台北声宝太陽（1997年〜2000年）→台北誠泰太陽（2001年〜2002年）→高屏雷公と合併し「第一金剛」に
- 台中金剛（1997年〜2002年）
  - 台中金剛（1997年）→台中中繊金剛（1998年）→台中金剛（1999年）→台中媚登山金剛（2000年〜2001年）→台中宏碁金剛（2002年）→嘉南勇士と合併し「那魯湾太陽」に
- 嘉南勇士（1997年〜2002年）
  - 嘉南年代勇士（1997年〜1999年）→嘉南東伝勇士（2000年）→嘉南網客勇士（2001年）→嘉南勇士（2002年）→台中金剛と合併し「那魯湾太陽」に
- 高屏雷公（1997年〜2002年）
  - 高屏生活雷公（1997年〜1999年）→高屏年代雷公（2000年〜2002年）→台北太陽と合併し「第一金剛」に

#### 中華職業棒球大聯盟
- 中信ホエールズ（中信鯨、1996年〜2008年）
  - 和信ホエールズ（和信鯨、1996年〜2001年）→中信ホエールズ（2002年〜2008年）
- 米迪亜ティー・レックス（米迪亜暴龍、2003年〜2008年）
  - 那魯湾太陽（2003年〜2003年途）→誠泰太陽（2003年途〜終了）→誠泰コブラズ（誠泰COBRAS、2004年〜2007年）→米迪亜ティー・レックス（2008年）

## 中華人民共和国

### 中国野球リーグ（CBL）
- 北京タイガース（北京猛虎、2002年〜）
- 天津ライオンズ（天津雄獅、2002年〜）
- 広東レパーズ（広東獵豹）
  - 広東ライトニング（広東閃電、2002年）→広東レパーズ（2003年〜）
- 上海華信（上海華信棒球隊）
  - 上海ゴールデンイーグルス（2002年〜2020年）→上海レッドイーグルス（上海紅鷹、2021年〜2023年）→上海ゴールデンイーグルス（2024年）→上海隊（2025年〜同年途中）→上海華信（2025年途中〜）
- 江蘇ヒュージホース（江蘇鉅馬）
  - 中国ホープスターズ（中国希望之星、2005年）→江蘇ホープスターズ（江蘇希望之星、2006年〜2011年）→江蘇ペガサス（江蘇天馬、2014年〜2015年）→江蘇ヒュージホース（2016年〜）
- 四川ドラゴンズ（四川蛟龍、2005年〜）
- 河南グッドシューターズ（河南好射手）
  - 河南エレファンツ（河南吉象、2009年〜2022年）→河南ウォリアーズ（河南戦狼、2023年〜2024年）→河南グッドシューターズ（2025年〜）
- 山東ブルーホエール（山東藍鯨、2023年〜）
- 福建シーシャークス（福建海鲨、2024年〜）
- 天津体育学院（2023年、2025年〜）

### 消滅したチーム
- 大学生聯合（2014年）
- 解放軍（2015年）
- 山東商職技術学院（2015年）
- 遼寧大連（2015年）
- 河北ブームベアーズ（河北棒熊、2023年）

## アメリカ合衆国・カナダ

### メジャーリーグベースボール（MLB）

#### ナショナルリーグ

##### 東地区
- アトランタ・ブレーブス
本拠地：トゥルーイスト・パーク（ジョージア州カンバーランド）
  - ボストン・レッドストッキングス（1871年〜1875年）→ボストン・レッドキャップス（1876年〜1882年）→ボストン・ビーンイーターズ（1883年〜1906年）→ボストン・ダブズ（1907年〜1910年）→ボストン・ラスラーズ（1911年）→ボストン・ブレーブス（1912年〜1935年）→ボストン・ビーズ（1936年〜1940年）→ボストン・ブレーブス（1941年〜1952年）→ミルウォーキー・ブレーブス（1953年〜1965年）→アトランタ・ブレーブス（1966年〜）
- マイアミ・マーリンズ
本拠地：ローンデポ・パーク（フロリダ州マイアミ）
  - フロリダ・マーリンズ（1993年〜2011年）→マイマミ・マーリンズ（2012年〜）
- ニューヨーク・メッツ
本拠地：シティ・フィールド（ニューヨーク州ニューヨーク・クイーンズ）
  - ニューヨーク・メッツ（1962年〜）
- フィラデルフィア・フィリーズ
本拠地：シチズンズ・バンク・パーク（ペンシルベニア州フィラデルフィア）
  - フィラデルフィア・クエーカーズ（1883年〜1889年）→フィラデルフィア・フィリーズ（1890年〜）
- ワシントン・ナショナルズ
本拠地：ナショナルズ・パーク（ワシントンD.C.）
  - モントリオール・エクスポズ（1969年〜2004年）→ワシントン・ナショナルズ（2005年〜）

##### 中地区
- シカゴ・カブス
本拠地：リグレー・フィールド（イリノイ州シカゴ）
  - シカゴ・ホワイトストッキングス（1871年〜1889年）→シカゴ・コルツ（1890年〜1897年）→シカゴ・オーファンズ（1898年〜1901年）→シカゴ・カブス（1902年〜）
- シンシナティ・レッズ
本拠地：グレート・アメリカン・ボール・パーク（オハイオ州シンシナティ）
  - シンシナティ・レッドストッキングス（1882年〜1889年）→シンシナティ・レッズ（1890年〜1953年）→シンシナティ・レッドレッグス（1954年〜1958年）→シンシナティ・レッズ（1959年〜）
- セントルイス・カージナルス
本拠地：ブッシュ・スタジアムIII（ミズーリ州セントルイス）
  - セントルイス・ブラウンストッキングス（1882年）→セントルイス・ブラウンズ（1883年〜1898年）→セントルイス・パーフェクトズ（1899年）→セントルイス・カージナルス（1900年〜）
- ミルウォーキー・ブルワーズ
本拠地：アメリカンファミリー・フィールド（ウィスコンシン州ミルウォーキー）
  - シアトル・パイロッツ（1969年）→ミルウォーキー・ブルワーズ（1970年〜）
- ピッツバーグ・パイレーツ
本拠地：PNCパーク（ペンシルベニア州ピッツバーグ）
  - ピッツバーグ・アレゲニーズ（1882年〜1890年）→ピッツバーグ・パイレーツ（1891年〜）

##### 西地区
- アリゾナ・ダイヤモンドバックス
本拠地：チェイス・フィールド（アリゾナ州フェニックス）
  - アリゾナ・ダイヤモンドバックス（1998年〜）
- コロラド・ロッキーズ
本拠地：クアーズ・フィールド（コロラド州デンバー）
  - コロラド・ロッキーズ（1993年〜）
- ロサンゼルス・ドジャース
本拠地：ドジャー・スタジアム（カリフォルニア州ロサンゼルス）
  - ブルックリン・アトランティックス（1884年）→ブルックリン・グレイス（1885年〜1887年）→ブルックリン・ブライドグルームス（1888年〜1890年）→ブルックリン・グルームス（1891年〜1895年）→ブルックリン・ブライドグルームス（1896年〜1898年）→ブルックリン・スーパーバス（1899年〜1910年）→ブルックリン・トロリードジャース（1911年〜1912年）→ブルックリン・スーパーバス（1913年）→ブルックリン・ロビンス（1914年〜1931年）→ブルックリン・ドジャース（1932年〜1957年）→ロサンゼルス・ドジャース（1958年〜）
- サンディエゴ・パドレス
本拠地：ペトコ・パーク（カリフォルニア州サンディエゴ）
  - サンディエゴ・パドレス（1969年〜）
- サンフランシスコ・ジャイアンツ
本拠地：オラクル・パーク（カリフォルニア州サンフランシスコ）
  - ニューヨーク・ゴサムズ（1883年〜1884年）→ニューヨーク・ジャイアンツ（1885年〜1957年）→サンフランシスコ・ジャイアンツ（1958年〜）

#### アメリカンリーグ

##### 東地区
- ボルチモア・オリオールズ
本拠地：オリオール・パーク・アット・カムデン・ヤーズ（メリーランド州ボルチモア）
  - ミルウォーキー・ブルワーズ（1901年）→セントルイス・ブラウンズ（1902年〜1953年）→ボルチモア・オリオールズ（1954年〜）
- ボストン・レッドソックス
本拠地：フェンウェイ・パーク（マサチューセッツ州ボストン）
  - ボストン・アメリカンズ（1901年〜1907年）→ボストン・レッドソックス（1908年〜）
- ニューヨーク・ヤンキース
本拠地：ヤンキー・スタジアムII（ニューヨーク州ニューヨーク・ブロンクス区）
  - ボルチモア・オリオールズ（1901年〜1902年）→ニューヨーク・ハイランダーズ（1903年〜1912年）→ニューヨーク・ヤンキース（1913年〜）
- タンパベイ・レイズ
本拠地：トロピカーナ・フィールド（フロリダ州セントピーターズバーグ）
  - タンパベイ・デビルレイズ（1998年〜2007年）→タンパベイ・レイズ（2008年〜）
- トロント・ブルージェイズ
本拠地：ロジャース・センター（カナダ・オンタリオ州トロント）
  - トロント・ブルージェイズ（1977年〜）

##### 中地区
- シカゴ・ホワイトソックス
本拠地：ギャランティード・レート・フィールド（イリノイ州シカゴ）
  - シカゴ・ホワイトストッキングス（1901年〜1903年）→シカゴ・ホワイトソックス（1904年〜）
- クリーブランド・ガーディアンズ
本拠地：プログレッシブ・フィールド（オハイオ州クリーブランド）
  - クリーブランド・ブルーバーズ（1901年）→クリーブランド・ブロンコス（1902年）→クリーブランド・ナップス（1903年〜1914年）→クリーブランド・インディアンス（1915年〜2021年）→クリーブランド・ガーディアンズ（2022年〜）
- デトロイト・タイガース
本拠地：コメリカ・パーク（ミシガン州デトロイト）
  - デトロイト・タイガース（1901年〜）
- カンザスシティ・ロイヤルズ
本拠地：カウフマン・スタジアム（ミズーリ州カンザスシティ）
  - カンザスシティ・ロイヤルズ（1969年〜）
- ミネソタ・ツインズ
本拠地：ターゲット・フィールド（ミネソタ州ミネアポリス）
  - ワシントン・セネタース（1901年〜1960年）→ミネソタ・ツインズ（1961年〜）

##### 西地区
- ヒューストン・アストロズ
本拠地：ダイキン・パーク（テキサス州ヒューストン）
  - ヒューストン・コルト45's（1962年〜1964年）→ヒューストン・アストロズ（1965年〜）
- ロサンゼルス・エンゼルス
本拠地：エンゼル・スタジアム・オブ・アナハイム（カリフォルニア州アナハイム）
  - ロサンゼルス・エンゼルス（1961年〜1965年）→カリフォルニア・エンゼルス（1966年〜1996年）→アナハイム・エンゼルス（1997年〜2004年）→ロサンゼルス・エンゼルス・オブ・アナハイム（2005年〜2015年）→ロサンゼルス・エンゼルス（2016年〜）
- オークランド・アスレチックス
本拠地：オークランド・アラメダ・カウンティ・コロシアム（カリフォルニア州オークランド）
  - フィラデルフィア・アスレチックス（1901年〜1954年）→カンザスシティ・アスレチックス（1955年〜1967年）→オークランド・アスレチックス（1968年〜）
- シアトル・マリナーズ
本拠地：T-モバイル・パーク（ワシントン州シアトル）
  - シアトル・マリナーズ（1977年〜）
- テキサス・レンジャーズ
本拠地：グローブライフ・フィールド（テキサス州アーリントン）
  - ワシントン・セネタース（1961年〜1971年）→テキサス・レンジャーズ（1972年〜）

### マイナーリーグベースボール（MiLB）

#### インターナショナルリーグ (AAA)
ウエスト地区
- コロンバス・クリッパーズ
本拠地：ハンティントン・パーク (オハイオ州コロンバス)
  - コロンバス・クリッパーズ (1977年〜)
- インディアナポリス・インディアンズ
本拠地：ヴィクトリー・フィールド (インディアナ州インディアナポリス)
  - インディアナポリス・インディアンズ (1902年〜)
- アイオワ・カブス
本拠地：プリンシパル・パーク (アイオワ州デモイン)
  - アイオワ・オークス (1969年〜1981年)→アイオワ・カブス (1982年〜)
- ルイビル・バッツ
本拠地：ルイビル・スラッガー・フィールド (ケンタッキー州ルイビル)
  - ルイビル・レッドバーズ (1982年〜1998年)→ルイビル・リバーバッツ (1999年〜2001年)→ルイビル・バッツ (2002年〜)
- オマハ・ストームチェイサーズ
本拠地：ウェルナー・パーク (ネブラスカ州オマハ)
  - オマハ・ロイヤルズ (1969年〜1997年)→オマハ・ゴールデンスパイクス (1998年〜2001年)→オマハ・ロイヤルズ (2002年〜2010年)→オマハ・ストームチェイサーズ (2011年〜)
- セントポール・セインツ
本拠地：CHSフィールド (ミネソタ州セントポール)
  - セントポール・セインツ (1993年〜)
- トレド・マッドヘンズ
本拠地：フィフス・サード・フィールド (オハイオ州トレド)
  - トレド・マッドヘンズ (1902年〜1913年)→トレド・アイアンメン (1916年〜1918年)→トレド・マッドヘンズ (1919年〜1952年)→トレド・ソックス (1953年〜1955年)→トレド・マッドヘンズ (1965年〜)
- グウィネット・ストライパーズ
本拠地：クールレー・フィールド (ジョージア州ローレンスビル)
  - グウィネット・ブレーブス (2009年〜2017年)→グウィネット・ストライパーズ (2018年〜)
- メンフィス・レッドバーズ
本拠地：オートゾーン・パーク (テネシー州メンフィス)
  - メンフィス・レッドバーズ (1998年〜)
- ナッシュビル・サウンズ
本拠地：ファースト・テネシー・パーク (テネシー州ナッシュビル)
  - ナッシュビル・アメリカンズ (1885年〜1887年)→ナッシュビル・ブルース (1887年〜1893年)→ナッシュビル・タイガース (1893年〜1895年)→ナッシュビル・セラフス (1895年〜1897年)→ナッシュビル・センテニアルズ (1897年〜1901年)→ナッシュビル・ヴォルズ (1901年〜1964年)→ナッシュビル・サウンズ (1978年〜)

イースト地区
- バッファロー・バイソンズ
本拠地：セーレン・フィールド (ニューヨーク州バッファロー)
  - バッファロー・バイソンズ (1979年〜)
- リーハイバレー・アイアンピッグス
本拠地：コカ・コーラ・パーク (ペンシルベニア州アレンタウン)
  - オタワ・リンクス (1993年〜2007年)→リーハイバレー・アイアンピッグス (2008年〜)
- ロチェスター・レッドウイングス
本拠地：フロンティア・フィールド (ニューヨーク州ロチェスター)
  - ロチェスター・ブロンコス (1899年〜1907年)→ロチェスター・ハスラーズ (1908年〜1920年)→ロチェスター・コルツ (1921年)→ロチェスター・トライブ (1922年〜1928年)→ロチェスター・レッドウイングス (1929年〜)
- スクラントン・ウィルクスバリ・レイルライダース
本拠地：PNCフィールド (ペンシルベニア州ラッカワナ郡ムージック)
  - レディング・コールバロンズ (1919年)→レディング・マーリンズ (1920年)→レディング・エーシズ (1921年〜1922年)→レディング・キーストーンズ (1923年〜1932年)→オールバニ・セネターズ (1932年〜1936年)→ジャージーシティ・ジャイアンツ (1937年〜1950年)→オタワ・ジャイアンツ (1951年)→オタワ・アスレチックス (1952年〜1954年)→コロンバス・ジェッツ (1955年〜1970年)→チャールストン・チャーリーズ (1971年〜1983年)→メイン・ガイズ (1984年〜1987年)→メイン・フィリーズ (1988年)→スクラントン・ウィルクスバリ・レッドバロンズ (1989年〜2006年)→スクラントン・ウィルクスバリ・ヤンキース (2007年〜2012年)→スクラントン・ウィルクスバリ・レイルライダース (2013年〜)
- シラキュース・メッツ
本拠地：NBTバンク・スタジアム (ニューヨーク州シラキュース)
  - シラキュース・チーフス (1934年〜1996年)→シラキュース・スカイチーフス (1997年〜2006年)→シラキュース・チーフス (2007年〜2018年)→シラキュース・メッツ (2019年〜)
- ウースター・レッドソックス
本拠地：ポーラー・パーク (マサチューセッツ州ウースター)
  - ウースター・レッドソックス (2021年〜)
- シャーロット・ナイツ
本拠地：トルイスト・フィールド (ノースカロライナ州シャーロット)
  - シャーロット・オリオールズ (1976年〜1987年)→シャーロット・ナイツ (1988年〜)
- ダーラム・ブルズ
本拠地：ダーラム・ブルズ・アスレチック・パーク (ノースカロライナ州ダーラム)
  - ダーラム・トバコニスツ (1902年)→ダーラム・ブルズ (1913年〜1967年)→ローリーダーラム・メッツ (1968年)→ローリーダーラム・フィリーズ (1969年)→ローリーダーラム・トライアングルス (1970年〜1971年)→ダーラム・ブルズ (1980年〜)
- ジャクソンビル・ジャンボシュリンプ
本拠地：121ファイナンシャルパーク (フロリダ州ジャクソンビル)
  - ジャクソンビル・サンズ (1962年〜1984年)→ジャクソンビル・エクスポズ (1985年〜1990年)→ジャクソンビル・サンズ (1991年〜2016年)→ジャクソンビル・ジャンボシュリンプ (2017年〜)
- ノーフォーク・タイズ
本拠地：ハーバー・パーク (バージニア州ノーフォーク)
  - ハバナ・シュガーキングス (1959年〜1960年)→ポーツマス・ノーフォーク・タイズ (1961年〜1962年)→タイドウォーター・タイズ (1963年〜1992年)→ノーフォーク・タイズ (1993年〜)

#### パシフィック・コーストリーグ (AAA)
東地区
- アルバカーキ・アイソトープス
本拠地：アイソトープス・パーク (ニューメキシコ州アルバカーキ)
  - ソルトレイクシティ・ガルズ (1971年〜1984年)→カルガリー・キャノンズ (1985年〜2002年)→アルバカーキ・アイソトープス (2003年〜)
- エルパソ・チワワズ
本拠地：サウスウエスト・ユニバーシティ・パーク (テキサス州エルパソ)
  - ロサンゼルス・エンゼルス (1903年〜1957年)→スポーケン・インディアンス (1958年〜1971年)→アルバカーキ・デュークス (1972年〜2000年)→ポートランド・ビーバーズ (2001年〜2010年)→ツーソン・パドレス (2011年〜2013年)→エルパソ・チワワズ (2014年〜)
- オクラホマシティ・コメッツ
本拠地：チカソー・ブルックリン・ボールパーク (オクラホマ州オクラホマシティ)
  - オクラホマシティ・エイティナイナーズ (1962年〜1997年)→オクラホマ・レッドホークス (1998年〜2008年)→オクラホマシティ・レッドホークス (2009年〜2014年)→オクラホマシティ・ドジャース (2015年〜2023年)→オクラホマシティ・ベースボールクラブ（2024年）→オクラホマシティ・コメッツ（2025年～）
- ラウンドロック・エクスプレス
本拠地：ザ・デル・ダイアモンド (テキサス州ラウンドロック)
  - サクラメント・コルドバズ (1906年〜1907年)→サクラメント・セネターズ (1908年)→サクラメント・サクツ (1909年〜1913年)→サクラメント・ミッションウルブズ (1914年)→ソルトレイクシティ・ビーズ (1915年〜1925年)→ハリウッド・スターズ (1926年〜1935年)→サンディエゴ・パドレス (1936年〜1968年)→ユージーン・エメラルズ (1969年〜1973年)→サクラメント・ソロンズ (1974年〜1976年)→サンノゼ・ミッションズ (1977年〜1978年)→オグデン・アスレチックス (1979年〜1980年)→エドモントン・トラッパーズ (1981年〜2004年)→ラウンドロック・エクスプレス (2005年〜)
- シュガーランド・スペースカウボーイズ
本拠地：コンステレーションフィールド (テキサス州シュガーランド)
  - シュガーランド・スキーターズ (2010年〜2021年)→シュガーランド・スペースカウボーイズ (2022年〜)

西地区
- ラスベガス・アビエイターズ
本拠地：ラスベガス・ボールパーク (ネバダ州サマリン)
  - ポートランド・ビーバーズ (1919年〜1972年)→スポーケン・インディアンス (1973年〜1982年)→ラスベガス・スターズ (1983年〜2000年)→ラスベガス・フィフティワンズ (2001年〜2018年)→ラスベガス・アビエイターズ (2019年〜)
- リノ・エーシズ
本拠地：エージズ・ボールパーク (ネバダ州リノ)
  - ツーソン・サイドワインダーズ (1998年〜2008年)→リノ・エーシズ (2009年〜)
- サクラメント・リバーキャッツ
本拠地：ラリー・フィールド (カリフォルニア州サクラメント)
  - バンクーバー・カナディアンズ (1978年〜1999年)→サクラメント・リバーキャッツ (2000年〜)
- ソルトレイク・ビーズ
本拠地：スミスズ・ボールパーク (ユタ州ソルトレイクシティ)
  - ソルトレイク・バズ (1994年〜2000年)→ソルトレイク・スティンガーズ (2001年〜2005年)→ソルトレイク・ビーズ (2006年〜)
- タコマ・レイニアーズ
本拠地：チェニー・スタジアム (ワシントン州タコマ)
  - タコマ・ジャイアンツ (1960年〜1965年)→タコマ・カブス (1966年〜1971年)→タコマ・ツインズ (1972年〜1977年)→タコマ・ヤンキース (1978年)→タコマ・タグス (1979年)→タコマ・タイガース (1980年〜1994年)→タコマ・レイニアーズ (1995年〜)

#### テキサスリーグ（AA）
北地区
- アーカンソー・トラベラーズ
本拠地：ディッキー・ステファンズ・パーク（アーカンソー州リトルロック）
  - アーカンソー・トラベラーズ（1963年〜）
- ノースウエストアーカンソー・ナチュラルズ
本拠地：アーベスト・ボールパーク（アーカンソー州スプリングデール）
  - アマリロ・ゴールドソックス（1976年〜1982年）→ビューモント・ゴールデンゲイターズ（1983年〜1986年）→ウィチタ・パイロッツ（1987年〜1988年）→ウィチタ・ラングラーズ（1989年〜2007年）→ノースウェストアーカンソー・ナチュラルズ（2008年〜）
- スプリングフィールド・カージナルス
本拠地：ハモンズ・フィールド（ミズーリ州スプリングフィールド）
  - スプリングフィールド・カージナルス（2005年〜）
- タルサ・ドリラーズ
本拠地：オネオック・フィールド（オクラホマ州タルサ）
  - ラファイエット・ドリラーズ（1975年〜1977年）→タルサ・ドリラーズ（1977年〜）
- ウィチタ・ウィンドサージ
本拠地：ニュー・ウィチタ・ボールパーク（カンザス州ウィチタ）
  - ウィチタ・ウィンドサージ（2020年〜）

南地区
- アマリロ・ソッドプードルズ
本拠地：ホッジタウン（テキサス州アマリロ）
  - サンアントニオ・ブルワーズ（1972年〜1976年）→サンアントニオ・ドジャース（1977年〜1987年）→サンアントニオ・ミッションズ（1988年〜2018年）→アマリロ・ソッドプードルズ（2019年〜）
- コーパスクリスティ・フックス
本拠地：ワッタバーガー・フィールド（テキサス州コーパスクリスティ）
  - メンフィス・ブルーズ（1968年〜1973年）→ビクトリア・トロズ（1974年）→ジャクソン・メッツ（1975年〜1990年）→ジャクソン・ゼネラルズ（1991年〜1999年）→ラウンドロック・エクスプレス（2000年〜2004年）→コーパスクリスティ・フックス（2005年〜）
- フリスコ・ラフライダーズ
本拠地：ドクターペッパー・ボールパーク（テキサス州フリスコ）
  - シュリーブポート・キャプテンズ（1971年〜2000年）→シュリーブポート・スワンプドラゴンズ（2001年〜2002年）→フリスコ・ラフライダーズ（2003年〜）
- ミッドランド・ロックハウンズ
本拠地：モメンタムバンク・ボールパーク（テキサス州ミッドランド）
  - ミッドランド・カブス（1972年〜1984年）→ミッドランド・エンゼルス（1985年〜1998年）→ミッドランド・ロックハウンズ（1999年〜）
- サンアントニオ・ミッションズ
本拠地：ネルソン・W・ウォルフ・ミュニシバル・スタジアム（テキサス州サンアントニオ）
  - ポートランド・ウェブフッツ（1901年〜1902年）→ポートランド・ブラウンズ（1903年〜1904年）→ポートランド・ジャイアンツ（1905年）→ポートランド・ビーバーズ（1906年〜1917年）→サクラメント・セネターズ（1918年〜1935年）→サクラメント・ソロンズ（1936年〜1960年）→ハワイ・アイランダーズ（1961年〜1987年）→コロラドスプリングス・スカイソックス（1988年〜2018年）→サンアントニオ・ミッションズ（2019年〜）

#### イースタンリーグ（AA）
イースト地区
- ビンガムトン・ランブルポニーズ
本拠地：NYSEGスタジアム（ニューヨーク州ビンガムトン）
  - ウィリアムズポート・ビルズ（1987年〜1991年）→ビンガムトン・メッツ（1992年〜2016年）→ビンガムトン・ランブルポニーズ（2017年〜）
- ハートフォード・ヤードゴーツ
本拠地：ダンキン・ドーナツ・パーク（コネチカット州ハートフォード）
  - ニューブリテン・レッドソックス（1983年〜1994年）→ハードウェアシティ・ロックキャッツ（1995年〜1996年）→ニューブリテン・ロックキャッツ（1997年〜2015年）→ハートフォード・ヤードゴーツ（2016年〜）
- ニューハンプシャー・フィッシャーキャッツ
本拠地：ノースイースト・デルタ・デンタル・スタジアム（ニューハンプシャー州マンチェスター）
  - ニューヘブン・ヘイブンズ（1994年〜2003年）→ニューハンプシャー・フィッシャーキャッツ（2004年〜）
- ポートランド・シードッグス
本拠地：ハドロック・フィールド（メイン州ポートランド）
  - ポートランド・シードッグス（1994年〜）
- レディング・ファイティン・フィルズ
本拠地：ファーストエナジー・スタジアム（ペンシルベニア州レディング）
  - レディング・フィリーズ（1967年〜2012年）→レディング・ファイティン・フィルズ（2013年〜）
- サマセット・ペイトリオッツ
本拠地：TDバンク・ボールパーク（ニュージャージー州ブリッジウォーター）
  - サマセット・ペイトリオッツ（1998年〜）

ウエスト地区
- アクロン・ラバーダックス
本拠地：キャナル・パーク（オハイオ州アクロン）
  - リン・セイラーズ（1980年〜1983年）→バーモント・レッズ（1984年〜1987年）→バーモント・マリナーズ（1988年）→カントン・アクロン・インディアンス（1989年〜1996年）→アクロン・エアロズ（1997年〜2013年）→アクロン・ラバーダックス（2014年〜）
- アルトゥーナ・カーブ
本拠地：ピープルズ・ナチュラルガス・フィールド（ペンシルベニア州アルトゥーナ）
  - アルトゥーナ・カーブ（1999年〜）
- ボウイ・ベイソックス
本拠地：ディッキー・スティーブンズ・パーク（メリーランド州ブーイ）
  - ボウイ・ベイソックス（1993年〜）
- エリー・シーウルブズ
本拠地：UPMCパーク（ペンシルベニア州エリー）
  - ウェランド・パイレーツ（1989年〜1994年）→エリー・シーウルブズ（1995年〜）
- ハリスバーグ・セネターズ
本拠地：FNBフィールド（ペンシルベニア州ハリスバーグ）
  - ハリスバーグ・セネターズ（1987年〜）
- リッチモンド・フライングスクウォーレルズ
本拠地：ザ・ダイヤモンド（バージニア州リッチモンド）
  - ウエストヘブン・ヤンキース（1972年〜1979年）→ウエストヘブン・ホワイトキャップス（1980年）→ウエストヘブン・アスレチックス（1981年〜1982年）→オールバニ・アスレチックス（1983年）→オールバニ・コロニー・アスレチックス（1984年）→オールバニ・コロニー・ヤンキース（1985年〜1994年）→ノーウィッチ・ナビゲーターズ（1995年〜2005年）→コネチカット・ディフェンダーズ（2006年〜2009年）→リッチモンド・フライングスクウォーレルズ（2010年〜）

#### サザンリーグ（AA）
北地区
- バーミングハム・バロンズ
本拠地：リージョンズ・フィールド（アラバマ州バーミングハム）
  - バーミングハム・コールバロンズ（1885年）→バーミングハム・バロンズ（1885年〜1965年）→バーミングハム・アスレチックス（1967年〜1975年）→バーミングハム・バロンズ（1981年〜）
- チャタヌーガ・ルックアウツ
本拠地：AT&Tフィールド（テネシー州チャタヌーガ）
  - チャタヌーガ・ルックアウツ（1885年〜）
- ロケットシティ・トラッシュパンダズ
本拠地：トヨタ・フィールド（アラバマ州マディソン）
  - シャーロット・ナイツ（1976年〜1992年）→ナッシュビル・エクスプレス（1993年〜1994年）→ポートシティ・ルースターズ（1995年〜1996年）→モービル・ベイベアーズ（1997年〜2019年）→ロケットシティ・トラッシュパンダズ（2020年〜）
- テネシー・スモーキーズ
本拠地：スモーキーズ・スタジアム（テネシー州コダック）
  - ノックスビル・パイオニアーズ（1921年〜1924年）→ノックスビル・スモーキーズ（1925年〜1967年）→ノックスビル・ソックス（1972年〜1979年）→ノックスビル・ブルージェイズ（1980年〜1992年）→ノックスビル・スモーキーズ（1993年〜1999年）→テネシー・スモーキーズ（2000年〜）

南地区
- ビロクシ・シャッカーズ
本拠地：MGMパーク（ミシシッピ州ビロクシ）
  - ビロクシ・シャッカーズ（2015年〜）
- ミシシッピ・ブレーブス
本拠地：トラストマーク・パーク（ミシシッピ州パール）
  - オースティン・ブレーブス（1966年〜1967年）→シュリーブポート・ブレーブス（1968年〜1970年）→サバンナ・ブレーブス（1971年〜1983年）→グリーンビル・ブレーブス（1984年〜2004年）→ミシシッピ・ブレーブス（2005年〜）
- モンゴメリー・ビスケッツ
本拠地：モンゴメリー・リバーウォーク・スタジアム（アラバマ州モンゴメリー）
  - オーランド・ツインズ（1973年〜1989年）→オーランド・サンレイズ（1990年〜1992年）→オーランド・カブス（1993年〜1996年）→オーランド・レイズ（1997年〜2003年）→モンゴメリー・ビスケッツ（2004年〜）
- ペンサコーラ・ブルーワフーズ
本拠地：アドミラル・フェッターマン・フィールド（フロリダ州ペンサコーラ）
  - チャールストン・シャイソックス（1959年）→チャールストン・ホワイトソックス（1960年〜1961年）→サバンナ・ホワイトソックス（1962年）→リンチバーグ・ホワイトソックス（1963年〜1965年）→エバンスビル・ホワイトソックス（1966年〜1968年）→コロンバス・ホワイトソックス（1969年）→コロンバス・アストロズ（1970年〜1988年）→コロンバス・マドキャッツ（1989年〜1990年）→カロライナ・マドキャッツ（1991年〜2011年）→ペンサコーラ・ブルーワフーズ（2012年〜）

#### ミッドウエストリーグ（High A）
東地区
- デイトン・ドラゴンズ
本拠地：デイ・エアー・ボールパーク（オハイオ州デイトン）
  - ロックフォード・エクスポズ（1988年〜1992年）→ロックフォード・ロイヤルズ（1993年〜1994年）→ロックフォード・キュービーズ（1995年〜1998年）→ロックフォード・レッズ（1999年）→デイトン・ドラゴンズ（2000年〜）
- フォートウェイン・ティンカップス
本拠地：パークビュー・フィールド（インディアナ州フォートウェイン）
  - フォートウェイン・ウィザーズ（1993年〜2008年）→フォートウェイン・ティンカップス（2009年〜）
- グレートレイクス・ルーンズ
本拠地：ダウ・ダイヤモンド（ミシガン州ミッドタウン）
  - スプリングフィールド・カージナルス（1982年〜1993年）→マディソン・ハッターズ（1994年）→ミシガン・バトルキャッツ（1995年〜2002年）→バトルクリーク・ヤンキース（2003年〜2004年）→サウスウエストミシガン・デビルレイズ（2005年〜2006年）→グレートレイクス・ルーンズ（2007年〜）
- レイクカウンティ・キャプテンズ
本拠地：クラシック・パーク（オハイオ州イーストレイク）
  - コロンバス・インディアンス（1991年）→コロンバス・レッドスティックス（1992年〜2002年）→レイクカウンティ・キャプテンズ（2003年〜）
- ランシング・ラグナッツ
本拠地：クーリー・ロースクール・スタジアム（ミシガン州ランシング）
  - ラファイエット・チーフス（1955年）→ラファイエット・レッドソックス（1956年〜1957年）→ウォータールー・ホークス（1958年〜1969年）→ウォータールー・ロイヤルズ（1970年〜1976年）→ウォータールー・インディアンス（1977年〜1988年）→ウォータールー・ダイヤモンズ（1989年〜1993年）→スプリングフィールド・サルタンズ（1994年〜1995年）→ランシング・ラグナッツ（1996年〜）
- ウェストミシガン・ホワイトキャップス
本拠地：LMCUパーク（ミシガン州コムストック・パーク）
  - ウェストミシガン・ホワイトキャップス（1994年〜）

西地区
- ベロイト・スカイカープ
本拠地：ABCサプライ・スタジアム（ウィスコンシン州ベロイト）
  - ベロイト・ブルワーズ（1982年〜1994年）→ベロイト・スナッパーズ（1995年〜2021年）→ベロイト・スカイカープ（2022年〜）
- シーダーラピッズ・カーネルズ
本拠地：ベテランズ・メモリアル・スタジアム（アイオワ州シーダーラピッズ）
  - シーダーラピッズ・カナリーズ（1890年〜1891年）→シーダーラピッズ・ラビッツ（1896年〜1903年）→シーダーラピッズ・バニーズ（1904年〜1932年）→シーダーラピッズ・レイダース（1934年〜1942年）→シーダーラピッズ・ロケッツ（1943年）→シーダーラピッズ・インディアンス（1950年〜1954年）→シーダーラピッズ・レイダース（1955年〜1957年）→シーダーラピッズ・ブレーブス（1958年〜1962年）→シーダーラピッズ・レッドレイダース（1963年〜1964年）→シーダーラピッズ・カージナルス（1965年〜1972年）→シーダーラピッズ・アストロズ（1973年〜1974年）→シーダーラピッズ・ジャイアンツ（1975年〜1979年）→シーダーラピッズ・レッズ（1980年〜1992年）→シーダーラピッズ・カーネルズ（1993年〜）
- ピオリア・チーフス
本拠地：ドーザー・パーク（イリノイ州ピオリア）
  - ピオリア・サンズ（1983年）→ピオリア・チーフス（1984年〜）
- クアッドシティズ・リバーバンディッツ
本拠地：モダン・ウッドメン・パーク（アイオワ州ダベンポート）
  - ダベンポート・ブラウンストッキング（1879年）→ダベンポート・オニオンウィーダーズ（1888年）→ダベンポート・ホークアイズ（1889年）→ダベンポート・ピルグリムス（1891年）→ダベンポート・リバーラッツ（1901年〜1904年）→ダベンポート・リバーサイズ（1905年）→ダベンポート・ニッカーボッカーズ（1906年）→ダベンポート・プロディガルス（1909年〜1912年）→ダベンポート・ブルーソックス（1913年〜1937年）→ダベンポート・カブス（1946年〜1947年）→ダベンポート・パイレーツ（1948年〜1949年）→ダベンポート・クアッズ（1950年）→ダベンポート・タイガース（1951年〜1952年）→ダベンポート・ダブソックス（1957年〜1958年）→ダベンポート・ブレーブス（1960年）→クアッドシティ・ブレーブス（1961年）→クアッドシティ・エンゼルス（1962年〜1978年）→クアッドシティ・カブス（1979年〜1984年）→クアッドシティ・エンゼルス（1985年〜1991年）→クアッドシティ・リバーバンディッツ（1992年〜2003年）→スイング・オブ・ザ・クアッドシティズ（2004年〜2007年）→クアッドシティズ・リバーバンディッツ（2008年〜）
- サウスベンド・カブス
本拠地：フォー・ウィンズ・フィールド・アット・コベレスキ・スタジアム（インディアナ州サウスベンド）
  - サウスベンド・ホワイトソックス（1988年〜1993年）→サウスベンド・シルバーホークス（1994年〜2014年）→サウスベンド・カブス（2015年〜）
- ウィスコンシン・ティンバーラトラーズ
本拠地：ニューロサイエンス・グループ・フィールド・アット・フォックス・シティズ・スタジアム（ウィスコンシン州グランド・シュート）
  - フォックスシティーズ・フォクシーズ（1958年〜1961年）→アップルトン・フォクシーズ（1962年）→フォックスシティーズ・フォクシーズ（1963年〜1966年）→アップルトン・フォクシーズ（1967年〜1994年）→ウィスコンシン・ティンバーラトラーズ（1995年〜）

#### サウスアトランティックリーグ（High A）
北地区
- アバディーン・アイアンバーズ
本拠地：レイドス・フィールド・アット・リップケンスタジアム（メリーランド州アバディーン）
  - ユーティカ・ブルージェイズ（1977年〜1980年）→ユーティカ・ブルーソックス（1981年〜2001年）→アバディーン・アイアンバーズ（2002年〜）
- ブルックリン・サイクロンズ
本拠地：メイモナイズ・パーク（ニューヨーク州ブルックリン区）
  - セントキャサリンズ・ブルージェイズ（1986年〜1995年）→セントキャサリンズ・ストンバーズ（1996年〜1999年）→クイーンズ・キングス（2000年）→ブルックリン・サイクロンズ（2001年〜）
- ハドソンバレー・レネゲーズ
本拠地：ダッチェス・スタジアム（ニューヨーク州フィッシュキル）
  - ニューアーク・オリオールズ（1983年〜1987年）→エリー・オリオールズ（1988年〜1989年）→エリー・セーラーズ（1990年〜1993年）→ハドソンバレー・レネゲーズ（1994年〜）
- ジャージーショア・ブルークロウズ
本拠地：ファーストエナジー・パーク（ニュージャージー州レイクウッド）
  - ファイエットビル・ジェネラルズ（1987年〜1996年）→ケープフィアー・クロックス（1997年〜2000年）→レイクウッド・ブルークロウズ（2001年〜）
- ウィルミントン・ブルーロックス
本拠地：ダニエル・S・フローリー・スタジアム（デラウェア州ウィルミントン）
  - ウィルミントン・ブルーロックス（1993年〜）

南地区
- アッシュビル・ツーリスツ
本拠地：マコーミック・フィールド（ノースカロライナ州アシュビル）
  - アッシュビル・ツーリスツ（1976年〜）
- ボーリンググリーン・ホットロッズ
本拠地：ボーリンググリーン・ボールパーク（ケンタッキー州ボーリンググリーン）
  - ボーリンググリーン・ホットロッズ（2009年〜）
- グリーンズボロ・グラスホッパーズ
本拠地：ファースト・ナショナル・バンク・フィールド（ノースカロライナ州グリーンズボロ）
  - グリーンズボロ・ホーネッツ（1979年〜1993年）→グリーンズボロ・バッツ（1994年〜2004年）→グリーンズボロ・グラスホッパーズ（2005年〜）
- グリーンビル・ドライブ
本拠地：フルーアー・フィールド・アット・ザ・ウエストエンド（サウスカロライナ州グリーンビル）
  - シェルビー・レッズ（1977年〜1978年）→シェルビー・パイレーツ（1979年〜1980年）→シェルビー・メッツ（1981年〜1982年）→コロンビア・メッツ（1983年〜1992年）→キャピタルシティ・ボンバーズ（1993年〜2004年）→グリーンビル・ボンバーズ（2005年）→グリーンビル・ドライブ（2006年〜）
- ヒッコリー・クロウダッズ
本拠地：L・P・フランズ・スタジアム（ノースカロライナ州ヒッコリー）
  - ヒッコリー・クロウダッズ（1993年〜）
- ローム・ブレーブス
本拠地：ステート・ミューチュアル・スタジアム（ジョージア州ローム）
  - ローム・ブレーブス（2003年〜）
- ウィンストン・セーラム・ダッシュ
本拠地：トゥルーイスト・スタジアム（ノースカロライナ州ウィンストン・セーラム）
  - ウィンストン・セーラム・ツインズ（1905年〜1942年）→ウィンストン・セーラム・カージナルス（1945年〜1953年）→ウィンストン・セーラム・ツインズ（1954年〜1956年）→ウィンストン・セーラム・レッドバーズ（1957年〜1960年）→ウィンストン・セーラム・レッドソックス（1961年〜1983年）→ウィンストン・セーラム・スピリッツ（1984年〜1994年）→ウィンストン・セーラム・ワートホッグス（1995年〜2008年）→ウィンストン・セーラム・ダッシュ（2009年〜）

#### ノースウエストリーグ（High A）
- ユージーン・エメラルズ
本拠地：PVパーク（オレゴン州ユージーン）
  - ユージーン・エメラルズ（1955年〜）
- エバレット・アクアソックス
本拠地：エベレット・メモリアル・スタジアム（ワシントン州エバレット）
  - エバレット・ジャイアンツ（1984年〜1994年）→エバレット・アクアソックス（1995年〜）
- ヒルズボロ・ホップス
本拠地：ロン・トンキン・フィールド（オレゴン州ヒルズボロ）
  - ヒルズボロ・ホップス（2013年〜）
- スポーカン・インディアンス
本拠地：アビスタ・スタジアム（ワシントン州スポケーンバレー）
  - スポーカン・バンチグラッサーズ（1891年〜1892年）→スポーカン・ブルーストッキングス（1901年）→スポーカン・スモークイーターズ（1902年）→スポーカン・インディアンス（1903年〜1920年）→スポーカン・ホークス（1937年〜1939年）→スポーカン・インディアンス（1940年〜）
- トリシティ・ダストデビルズ
本拠地：ジェサ・スタジアム（ワシントン州パスコ）
  - トリシティ・ダストデビルズ（2001年〜）
- バンクーバー・カナディアンズ
本拠地：ナットベイリー・スタジアム（カナダブリティッシュコロンビア州バンクーバー）
  - バンクーバー・カナディアンズ（2000年〜）

#### カロライナ・リーグ（A）
北地区
- デルマーバ・ショアバーズ
本拠地：アーサー・W・パーデュー・スタジアム（メリーランド州ソールズベリー）
  - サムター・フライヤーズ（1991年）→アルバニー・ポールキャッツ（1992年〜1995年）→デルマーバ・ショアバーズ（1996年〜）
- フレデリックスバーグ・ナショナルズ
本拠地：フレッドナッツ・ボールパーク（バージニア州フレデリックスバーグ）
  - アレクサンドリア・デュークス（1978年）→アレクサンドリア・マリナーズ（1979年）→アレクサンドリア・デュークス（1980年〜1983年）→プリンス・ウィリアム・パイレーツ（1984年〜1986年）→プリンス・ウィリアム・ヤンキース（1987年〜1988年）→プリンス・ウィリアム・キャノンズ（1989年〜1998年）→ポトマック・キャノンズ（1999年〜2004年）→ポトマック・ナショナルズ（2005年〜2019年）→フレデリックスバーグ・ナショナルズ（2020年〜）
- リンチバーグ・ヒルキャッツ
本拠地：バンク・オブ・ザ・ジェームス・スタジアム（バージニア州リンチバーグ）
  - リンチバーグ・ホワイトソックス（1963年〜1969年）→リンチバーグ・ツインズ（1970年〜1974年）→リンチバーグ・レンジャーズ（1975年）→リンチバーグ・メッツ（1976年〜1987年）→リンチバーグ・レッドソックス（1988年〜1994年）→リンチバーグ・ヒルキャッツ（1995年〜）
- セイラム・レッドソックス
本拠地：セイラム・メモリアル・ボールパーク（バージニア州セイレム）
  - セイラム・レーベルズ（1955年〜1971年）→セイラム・パイレーツ（1972年〜1979年）→セイラム・レッドバーズ（1980年〜1986年）→セイラム・バッカニアーズ（1987年〜1994年）→セイラム・アバランチ（1995年〜2008年）→セイラム・レッドソックス（2009年〜）

中地区
- カロライナ・マドキャッツ
本拠地：ファイブ・カントリー・スタジアム（ノースカロライナ州ゼブロン）
  - キンストン・イーグルス（1962年〜1972年）→キンストン・エクスポズ（1974年）→キンストン・イーグルス（1978年〜1981年）→キンストン・ブルージェイズ（1982年〜1985年）→キンストン・インディアンス（1987年〜2011年）→カロライナ・マドキャッツ（2012年〜）
- ダウンイースト・ウッドダックス
本拠地：グレインジャー・スタジアム（ノースカロライナ州キンストン）
  - ダウンイースト・ウッドダックス（2017年〜）
- ファイエットビル・ウッドペッカーズ
本拠地：セグラ・スタジアム（ノースカロライナ州ファイエットビル）
  - ビューズクリーク・アストロズ（2017年〜2018年）→ファイエットビル・ウッドペッカーズ（2019年〜）
- カナポリス・キャノンボーラーズ
本拠地：エイトリウムヘルス・ボールパーク（ノースカロライナ州カナポリス）
  - スパータンバーグ・フィリーズ（1963年〜1995年）→ピエモンテ・フィリーズ（1995年）→ピエモンテ・ボルウィービルズ（1996年〜2000年）→カナポリス・インティミデーターズ（2001年〜2019年）→カナポリス・キャノンボーラーズ（2020年〜）

南地区
- オーガスタ・グリーンジャケッツ
本拠地：SRPパーク（サウスカロライナ州ノースオーガスタ）
  - メイコン・ピーチーズ（1980年〜1982年）→メイコン・レッドバーズ（1983年）→メイコン・パイレーツ（1984年〜1987年）→オーガスタ・パイレーツ（1988年〜1993年）→オーガスタ・グリーンジャケッツ（1994年〜）
- チャールストン・リバードッグス
本拠地：ジョゼフ・P・ライリー・ジュニア・パーク（サウスカロライナ州チャールストン）
  - チャールストン・ロイヤルズ（1980年〜1984年）→チャールストン・レインボーズ（1985年〜1993年）→チャールストン・リバードッグス（1994年〜）
- コロンビア・ファイヤーフライズ
本拠地：セグラ・パーク（サウスカロライナ州コロンビア）
  - サバンナ・カージナルス（1984年〜1995年）→サバンナ・サンドナッツ（1996年〜2015年）→コロンビア・ファイヤーフライズ（2016年〜）
- マートルビーチ・ペリカンズ
本拠地：TicketReturn.comフィールド（サウスカロライナ州マートルビーチ）
  - ダーラム・ブルズ（1980年〜1997年）→ダンビル・ナインティセブンティーズ（1998年）→マートルビーチ・ペリカンズ（1999年〜）

#### フロリダ・ステート・リーグ（A）
東地区
- デイトナ・トーテュガス
本拠地：ジャッキー・ロビンソン・ボールパーク（フロリダ州デイトナビーチ）
  - デイトナ・カブス（1993年〜2014年）→デイトナ・トーテュガス（2015年〜）
- ジュピター・ハンマーヘッズ
本拠地：ロジャー・ディーン・スタジアム（フロリダ州ジュピター）
  - ウェストパームビーチ・エクスポズ（1969年〜1997年）→ジュピター・ハンマーヘッズ（1998年〜）
- パームビーチ・カージナルス
本拠地：ロジャー・ディーン・スタジアム（フロリダ州ジュピター）
  - パームビーチ・カージナルス（2003年〜）
- セントルーシー・メッツ
本拠地：クローバーパーク（フロリダ州セントルーシー）
  - デイトナビーチ・アイランダーズ（1985年〜1986年）→デイトナビーチ・アドミラルズ（1987年）→セントルーシー・メッツ（1988年〜）

西地区
- ブレイデントン・マローダーズ
本拠地：LECOMパーク（フロリダ州ブレイデントン）
  - タンパ・ターポンズ（1957年〜1987年）→タンパ・ホワイトソックス（1988年）→サラソタ・ホワイトソックス（1989年〜1993年）→サラソタ・レッドソックス（1994年〜2004年）→サラソタ・レッズ（2005年〜2009年）→ブレイデントン・マローダーズ（2010年〜）
- クリアウォーター・スレッシャーズ
本拠地：ベイケア・ボールパーク（フロリダ州クリアウォーター）
  - クリアウォーター・フィリーズ（1985年〜2003年）→クリアウォーター・スレッシャーズ（2004年〜）
- ダニーデン・ブルージェイズ
本拠地：TDボールパーク（フロリダ州ダニーデン）
  - ダニーデン・ブルージェイズ（1978年〜）
- フォートマイヤーズ・マイティマセルズ
本拠地：ハモンド・スタジアム（フロリダ州フォートマイヤーズ）
  - フォートマイヤーズ・パルムズ（1926年）→マイアミ・ハスラーズ（1927年〜1928年）→マイアミ・マーリンズ（1962年〜1970年）→マイアミ・オリオールズ（1971年〜1981年）→マイアミ・マーリンズ（1982年〜1988年）→マイアミ・ミラクル（1989年〜1991年）→フォートマイヤーズ・ミラクル（1992年〜2019年）→フォートマイヤーズ・マイティマセルズ（2020年〜）
- レイクランド・フラインクタイガース
本拠地：ジョーカー・マーチャント・スタジアム（フロリダ州レイクランド）
  - レイクランド・インディアンス（1960年）→レイクランド・ジャイアンツ（1962年）→レイクランド・タイガース（1963年〜2006年）→レイクランド・フライングタイガース（2007年〜）
- タンパ・ターポンズ
本拠地：ジョージ・M・スタインブレナー・フィールド（フロリダ州タンパ）
  - タンパ・ヤンキース（1994年〜2017年）→タンパ・ターポンズ（2018年〜）

#### カリフォルニアリーグ（A）
北地区
- ストックトン・ポーツ
本拠地：バナー・アイランド・ボールパーク（カリフォルニア州ストックストン）
  - ストックトン・フライヤーズ（1941年〜1942年）→ストックトン・ポーツ（1946年〜1972年）→ストックトン・マリナーズ（1978年）→ストックトン・ポーツ（1979年〜1999年）→マッドビル・ナイン（2000年〜2001年）→ストックトン・ポーツ（2002年〜）
- モデスト・ナッツ
本拠地：ジョン・サーマン・フィールド（カリフォルニア州モデスト）
  - モデスト・レッズ（1946年〜1961年）→モデスト・コルツ（1962年〜1964年）→モデスト・レッズ（1966年〜1974年）→モデスト・アスレチックス（1975年〜2004年）→モデスト・ナッツ（2005年〜）
- サンノゼ・ジャイアンツ
本拠地：エキサイト・ボールパーク（カリフォルニア州サンノゼ）
  - サンノゼ・ビーズ（1962年〜1976年）→サンノゼ・ミッションズ（1977年〜1981年）→サンノゼ・エクスポズ（1982年）→サンノゼ・ビーズ（1983年〜1987年）→サンノゼ・ジャイアンツ（1988年〜）
- フレズノ・グリズリーズ
本拠地：チャクチャンシ・パーク（カリフォルニア州フレズノ）
  - シアトル・クラムディガーズ（1901年〜1902年）→シアトル・サイウォッシェズ（1903年〜1906年）→シアトル・インディアンス（1907年〜1937年）→シアトル・レイニアーズ（1938年〜1964年）→シアトル・エンゼルス（1965年〜1968年）→ツーソン・トロズ（1969年〜1997年）→フレズノ・グリズリーズ（1998年〜）

南地区
- バイセイリア・ローハイド
本拠地：バレーストロング・ボールパーク（カリフォルニア州バイセイリア）
  - バイセイリア・カブス（1946年〜1952年）→バイセイリア・スターズ（1953年）→バイセイリア・カブス（1954年〜1956年）→バイセイリア・レッドソックス（1957年〜1959年）→バイセイリア・アスレチックス（1960年〜1961年）→バイセイリア・ホワイトソックス（1962年）→バイセイリア・メッツ（1968年〜1975年）→バイセイリア・オークス（1977年〜1992年）→セントラルバレー・ロッキーズ（1993年〜1994年）→バイセイリア・オークス（1995年〜2008年）→バイセイリア・ローハイド（2009年〜）
- ランチョクカモンガ・クエークス
本拠地：ローンマート・フィールド（カリフォルニア州ランチョクカモンガ）
  - ローダイ・クラッシャーズ（1966年〜1969年）→ローダイ・パドレス（1970年〜1971年）→ローダイ・オリオンズ（1972年）→ローダイ・ライオンズ（1973年）→ローダイ・オリオールズ（1974年〜1975年）→ローダイ・ドジャース（1976年〜1983年）→ローダイ・クラッシャーズ（1984年）→ベンチュラ・カウンティ・ガルズ（1986年）→サンバーナーディーノ・スピリット（1987年〜1992年）→ランチョクカモンガ・クエークス（1993年〜）
- インランドエンパイア・シックスティシクサーズ・オブ・サンバーナーディーノ
本拠地：サンマニュエル・スタジアム（カリフォルニア州サンバーナーディーノ）
  - サンバーナーディーノ・スピリット（1987年〜1995年）→サンバーナーディーノ・スタンピード（1996年〜2002年）→インランドエンパイア・シックスティシクサーズ・オブ・サンバーナーディーノ（2003年〜）
- レイクエルシノア・ストーム
本拠地：レイクエルシノア・ダイアモンド（カリフォルニア州レイクエルシノア）
  - サンタクララ・パドレス（1979年）→レッドウッド・パイオニアーズ（1980年〜1985年）→パルムスプリングス・エンゼルス（1986年〜1993年）→レイクエルノシア・ストーム（1994年〜）

### 消滅したチーム

#### メジャーリーグベースボール（MLB）
ナショナル・リーグ
- フィラデルフィア・アスレチックス (1860-1876年)
  - フィラデルフィア・アスレチックス（1860年〜1876年）
- ニューヨーク・ミューチュアルズ
  - ニューヨーク・ミューチュアルズ（1871年〜1876年）
- セントルイス・ブラウンストッキングス (1875-1877年)
  - セントルイス・ブラウンストッキングス（1875年〜1877年）
- ハートフォード・ダークブルース
  - ハートフォード・ダークブルース（1874年〜1876年）→ブルックリン・ハートフォーズ（1877年）
- ルイビル・グレイズ
  - ルイビル・グレイズ（1876年〜1880年）
- シンシナティ・レッズ (1876-1880年)
  - シンシナティ・レッズ（1876年〜1880年）→球団買収により「デトロイト・ウルバリンズ」に
- インディアナポリス・ブルース
  - インディアナポリス・ブルース（1878年）
- ミルウォーキー・グレイズ
  - ミルウォーキー・グレイズ（1878年）
- プロビデンス・グレイズ
  - プロビデンス・グレイズ（1878年〜1885年）
- シラキュース・スターズ (1879年)
  - シラキュース・スターズ（1879年）
- トロイ・トロージャンズ
  - トロイ・トロージャンズ（1879年〜1882年）
- クリーブランド・ブルース
  - クリーブランド・ブルース（1879年〜1884年）
- バッファロー・バイソンズ (1879-1885年)
  - バッファロー・バイソンズ（1879年〜1885年）
- ウースター・ルビーレッグス
  - ウースター・ルビーレッグス（1880年〜1882年）→球団買収により「フィラデルフィア・クエーカーズ」に
- デトロイト・ウルバリンズ
  - デトロイト・ウルバリンズ（1881年〜1888年）→メジャーリーグ脱退
- セントルイス・マルーンズ
  - セントルイス・マルーンズ（1884年〜1886年）→球団買収により「インディアナポリス・フージャーズ」に
- ボルチモア・オリオールズ (19世紀)
  - ボルチモア・オリオールズ（1882年〜1899年）
- ルイビル・カーネルズ
  - ルイビル・エクリプス（1882年〜1883年）ルイビル・カーネルズ（1884年〜1899年）→ピッツバーグ・パイレーツと合併
- カンザスシティ・カウボーイズ (1886年)
  - カンザスシティ・カウボーイズ（1886年）
- ワシントン・ナショナルズ (1886-1889年)
  - ワシントン・ナショナルズ（1886〜1889年）
- インディアナポリス・フージャーズ
  - インディアナポリス・フージャーズ（1887年〜1889年）
- クリーブランド・スパイダーズ
  - クリーブランド・ブルース（1887年〜1888年）→クリーブランド・スパイダーズ（1889年〜1899年）
- ワシントン・セネタース (1891-1899年)
  - ワシントン・セネタース（1891〜1899年）

#### アメリカン・アソシエーション（19世紀）
※1882年〜1891年に活動。
- フィラデルフィア・アスレチックス (1882-1890年)
  - フィラデルフィア・アスレチックス（1882年〜1890年）→フィラデルフィア・クエーカーズと合併
- コロンバス・バックアイズ
  - コロンバス・バックアイズ（1883年〜1884年）
- ニューヨーク・メトロポリタンズ
  - ニューヨーク・メトロポリタンズ（1883年〜1887年）→ブルックリン・ブライドグルームスと合併
- インディアナポリス・フージャーズ (1884年)
  - インディアナポリス・フージャーズ（1884年）
- トレド・ブルーストッキングス
  - トレド・ブルーストッキングス（1884年）
- ワシントン・ナショナルズ (アメリカン・アソシエーション)
  - ワシントン・ナショナルズ（1884年〜1884年途）→球団買収により「リッチモンド・バージニアンズ」に
- リッチモンド・バージニアンズ (1884年)
  - リッチモンド・バージニアンズ（1884年途〜終了）→プロリーグ脱退
- カンザスシティ・カウボーイズ (1888-1889年)
  - カンザスシティ・カウボーイズ（1888年〜1889年）
- コロンバス・ソロンズ
  - コロンバス・ソロンズ（1889年〜1891年）
- ブルックリン・グラディエイターズ
  - ブルックリン・グラディエイターズ（1890年）
- ロチェスター・ブロンコス
  - ロチェスター・ブロンコス（1890年）→プロリーグ脱退
- シラキュース・スターズ (1890年)
  - シラキュース・スターズ（1890年）
- トレド・マウミーズ
  - トレド・マウミーズ（1890年）
- ボストン・レッズ
  - ボストン・レッズ（1890年〜1891年）
- フィラデルフィア・アスレチックス (1890-1891年)
  - フィラデルフィア・クエーカーズ（1890年）→フィラデルフィア・アスレチックス（1891年）
- シンシナティ・ポーカーズ
  - シンシナティ・ポーカーズ（1891年〜1891年途）
- ミルウォーキー・ブルワーズ (アメリカン・アソシエーション)
  - ミルウォーキー・ブルワーズ（1891年途〜終了）→プロリーグ脱退

#### ユニオン・アソシエーション
※1884年の1年間のみ活動。
- ワシントン・ナショナルズ (ユニオン・アソシエーション)
- ボストン・レッズ (ユニオン・アソシエーション)
- ボルチモア・モニュメンタルズ
- シンシナティ・アウトロー・レッズ

シーズン途中解散
- アルトゥーナ・マウンテンシティー
- フィラデルフィア・キーストーンズ
- シカゴ・ブラウンズ
  - シカゴ・ブラウンズ（1884年〜1884年途）→ピッツバーグ・ストージース（1884年途〜途）

シーズン途中加盟・解散
- ウィルミントン・クイックステップス（フィラデルフィア・キーストーンズの解散に伴う加盟）

シーズン途中加盟
- カンザスシティ・ユニオンズ（アルトゥーナ・マウンテンシティーの解散に伴う加盟）
- ミルウォーキー・ブルワーズ (ユニオン・アソシエーション)（ウィルミントン・クイックステップスの解散に伴う加盟）
- セントポール・ホワイトキャップス（ピッツバーグ・ストージースの解散に伴う加盟）

#### プレイヤーズ・リーグ
※1890年の1年間のみ活動。
- ニューヨーク・ジャイアンツ (プレイヤーズ・リーグ)
- ブルックリン・ワンダーズ
- シカゴ・パイレーツ
- ピッツバーグ・バーガーズ
- クリーブランド・インファンツ
- バッファロー・バイソンズ (1890年)

#### フェデラル・リーグ
※1914年〜1915年に活動。
- カンザスシティ・パッカーズ
- セントルイス・テリアズ
- バッファロー・ブルース
- ピッツバーグ・レーベルズ
- ブルックリン・ティップトップス
- ボルチモア・テラピンズ
- ニューアーク・ペパー
  - インディアナポリス・フージャーズ（1914年）→ニューアーク・ペパー（1915年）
- シカゴ・ホエールズ
  - シカゴ・フェデラルズ（1914年）→シカゴ・ホエールズ（1915年）→シカゴ・カブスと合併

## カナダ

### カナディアン・ベースボール・リーグ

#### ウエスト・ディビジョン
- カルガリー・アウトローズ (Calgary Outlaws)
- サスカトゥーン・レジェンズ (Saskatoon Legends)
- ケロウナ・ヒート (Kelowna Heat)
- ヴィクトリア・キャピタルズ (Victoria Capitals)

#### イースト・ディビジョン
- ロンドン・マナークス (London Monarchs)
- ナイアガラ・スターズ (Niagara Stars)
- トロアリヴィエール・セインツ (Trois Rivieres Saints)
- モントリオール・ロイヤルズ (Montreal Royales)

## メキシコ

### メキシカンリーグ

#### 北部地区
- モンテレイ・サルタンズ
本拠地：エスタディオ・デ・ベイスボル・モンテレイ（ヌエボ・レオン州モンテレイ）
  - カルタ・ブランカ（1939年〜1941年）→モンテレイ・インダストリアレス（1942年〜1948年）→モンテレイ・サルタンズ（1949年〜）
- チワワ・ゴールデンズ
本拠地：エスタディオ・モニュメンタル・チワワ（チワワ州チワワ）
  - チワワ・ゴールデンズ（1940年、1973年～1982年、2007年～2010年、2024年～）
- ドスラレドス・オウルズ
本拠地：エスタディオ・ヌエボ・ラレド（タマウリパス州ヌエボ・ラレド）
  - ヌエボラレド・ラ・フンタ（1940年、1944年～1946年）→ヌエボラレド・オウルズ（1949年～1959年、1976年～1984年）→ドスラレドス・オウルズ（1985年～2003年）→ヌエボラレド・オウルズ（2008年～2010年）→ドスラレドス・オウルズ（2018年～）
- ラグナ・ユニオン・コットンファーマーズ
本拠地：エスタディオ・レボルシオン（コアウイラ州トレオン）
  - トレオン・ラグナ・ユニオン（1940年〜1943年、1946年、1949年～1953年）→ラグナ・ユニオン・コットンファーマーズ（1970年～1979年）→ラグナ・ユニオン・ホワイトデビルズ（1980年～1981年）→ラグナ・ユニオン・コットンファーマーズ（1985年～2002年）→ラグナ・カウボーイズ（2003年〜2016年）→ラグナ・ユニオン・カウボーイズ（2017年）→ラグナ・ユニオン・コットンファーマーズ（2018年～）
- ハリスコ・ホースメン
本拠地：エスタディオ・ハリスコ・デ・チャロス（ハリスコ州サポパン）
  - ハリスコ・ホースメン（1949年～1952年、1964年～1975年、1988年、1991年～1995年、2024年～）
- サルティーヨ・サラペメーカーズ
本拠地：エスタディオ・フランシスコ・I・マデロ（コアウイラ州サルティーヨ）
  - サルティーヨ・サラペメーカーズ（1970年〜）
- モンクローバ・スティーラーズ
本拠地：エスタディオ・デ・ベイスボル・モンクローバ（コアウイラ州モンクローバ）
  - コアウイラ・ミナーズ（1974年〜1979年）→モンクローバ・スティーラーズ（1980年）→モンクローバ・アストロズ（1982年）→モンクローバ・スティーラーズ（1983年～）
- アグアスカリエンテス・レイルロードメン
本拠地：パルケ・デ・ベイスボル・アルベルト・ロモ・チャベス（アグアスカリエンテス州アグアスカリエンテス）
  - アグアスカリエンテス・レイルロードメン（1975年〜1999年、2004年～2007年、2012年～）
- ティフアナ・ブルズ
本拠地：エスタディオ・デ・ギャスマルト（バハ・カリフォルニア州ティフアナ）
  - ティフアナ・ブルズ（2004年）→ティフアナ・コルツ（2005年～2008年）→ティフアナ・ブルズ（2014年～）
- ドゥランゴ・ジェネラルズ
本拠地：エスタディオ・フランシスコ・ビジャ（ドゥランゴ州ドゥランゴ）
  - ドゥランゴ・ジェネラルズ（2017年～）

#### 南部地区
- ベラクルス・イーグルス
本拠地：エスタディオ・ベトアビラ（ベラクルス州ベラクルス）
  - ベラクルス・レッドイーグルス（1925年、1937年～1939年、1941年、1949年～1958年、1960年～1974年、1979年～1986年、1992年～1995年、1999年～2017年）→ベラクルス・イーグルス（2021年～）
- メキシコシティ・レッドデビルズ
本拠地：エスタディオ・アルフレド・ハルプ・ヘルー（メキシコシティ）
  - メキシコシティ・レッズ（1940年～1941年）→メキシコシティ・レッドデビルズ（1942年〜）
- プエブラ・パロッツ
本拠地：エスタディオ・エルマノス・セルダン（プエブラ州プエブラ）
  - プエブラ・エンゼルス（1942年～1948年）→プエブラ・パロッツ（1960年～1969年、1972年～1975年）→プエブラ・エンゼルス（1976年～1980年、1985年～1987年）→プエブラ・パロッツ（1993年～1995年、2000年～）
- ユカタン・ライオンズ
本拠地：パルケ・ククルカン・アラモ（ユカタン州メリダ）
  - ユカタン・ライオンズ（1954年～1958年、1970年～1974年、1979年～）
- キンタナロー・タイガース
本拠地：エスタディオ・ベトアビラ（キンタナ・ロー州カンクン）
  - メキシコシティ・タイガース（1955年～2001年）→アンヘロポリス・タイガース（2002年～2006年）→キンタナロー・タイガース（2007年～）
- タバスコ・オルメクス
本拠地：エスタディオ・センテナリオ・ベインティスィエテ・デ・フェブレロ（タバスコ州ビヤエルモサ）
  - タバスコ・カージナルス（1975年）→タバスコ・バナナグロワーズ（1977年〜1984年）→タバスコ・キャトルメン（1985年〜1989年）→タバスコ・オルメクス（1990年～）
- レオン・ブラボーズ
本拠地：エスタディオ・ドミンゴ・サンタナ（グアナフアト州レオン）
  - レオン・ドッグス（1979年～1980年）→レオン・ブラボーズ（1983年～1991年、2017年～）
- カンペチェ・パイレーツ
本拠地：エスタディオ・ネルソン・バレーラ（カンペチェ州カンペチェ）
  - カンペチェ・パイレーツ（1980年～）
- オアハカ・ウォーリアーズ
本拠地：エスタディオ・エドゥアルド・バスコンセロス（オアハカ州オアハカ）
  - オアハカ・ウォーリアーズ（1996年～）
- ケレタロ・コンスピレーターズ
本拠地：エスタディオ・コンスピラドーレス（ケレタロ州ウィミルパン）
  - ケレタロ・コンスピレーターズ（2024年～）

### 消滅したチーム
- サンルイス・トゥネロス
  - サンルイス・トゥネロス（1926年～1927年、1934年、1946年～1951年、1986年～1990年）→サンルイス・リアルズ（1991年）→サンルイス・トゥネロス（2004年～2006年）
- コルドバ・コーヒーグロワーズ
  - コルドバ・コーヒーグロワーズ（1937年～1939年、1972年～1979年、1984年～1986年、1991年～1992年、1998年～2003年、2006年）
- タンピコ・アリジャドレス
  - タンピコ・アリジャドレス（1937年～1948年）→タンピコ・スティバドールズ（1971年～1972年）→タンピコ・アリジャドレス（1973年～1979年）→タマウリパス・アストロズ（1983年～1985年）
- ベラクルス・ブルーズ
  - ベラクルス・ブルーズ（1940年～1951年）
- ポサリカ・オイラーズ
  - ポサリカ・オイラーズ（1958年～1983年、1996年～1997年、2006年）
- レイノサ・ブロンコス
  - レイノサ・ブロンコス（1963年～1970年）→レイノサ・ブラボーズ（1971年～1976年）→レイノサ・ブロンコス（1980年～1982年、1995年～2003年、2009年～2016年）
- サビナス・パイレーツ
  - サビナス・パイレーツ（1971年～1973年）
- シウダーフアレス・インディアンス
  - シウダーフアレス・インディアンス（1973年～1984年）
- ドゥランゴ・アラクラネス
  - ドゥランゴ・アラクラネス（1976年～1979年）
- コアツァコアルコス・ブルーズ
  - コアツァコアルコス・ブルーズ（1979年～1983年）
- トルーカ・ブラックベアーズ
  - トルーカ・ブラックベアーズ（1980年）
- トルーカ・トラウツ
  - トルーカ・トラウツ（1984年）
- モンテレイ・インダストリアレス
  - モンテレイ・インダストリアレス（1989年～1994年）
- ミナティトラン・オイラーズ
  - ミナティトラン・オイラーズ（1992年～1995年）→ミナティトラン・コルツ（1996年～1997年）→ミナティトラン・オイラーズ（2007年～2013年）
- カンクーン・ロブスターメン
  - キンタナロー・ロブスターメン（1996年～1997年）→カンクーン・ロブスターメン（1998年～2005年）
- チェトゥマル・マヤンズ
  - チェトゥマル・マヤンズ（1998年）
- シウダーデルカルメン・ドルフィンズ
  - シウダーデルカルメン・ドルフィンズ（2012年～2016年）
- グアダラハラ・マリアッチス
  - グアダラハラ・マリアッチス（2021年～2023年）

## ドミニカ共和国

### ドミニカン・リーグ
- ティグレス・デル・リセイ
- レオネス・デル・エスコヒード
- アギラス・シバエーニャス
- ヒガンテス・デル・シバオ
- エストレージャス・オリエンタレス
- トロス・デル・エステ

## プエルトリコ

### リーガ・デ・ベイスボル・プロフェシオナル・ロベルト・クレメンテ
- クリオーリョス・デ・カフアス
- ヒガンテス・デ・カロリナ
- インディオス・デ・マヤグエス
- セナドレス・デ・サンフアン
- カングレホス・デ・サントゥルセ

## ベネズエラ

### ベネズエラン・サマーリーグ
- ベネズエラン・サマーリーグ・マリナーズ
- ベネズエラン・サマーリーグ・カージナルス
- ベネズエラン・サマーリーグ・タイガース
- ベネズエラン・サマーリーグ・パイレーツ
- ベネズエラン・サマーリーグ・フィリーズ
- ベネズエラン・サマーリーグ・メッツ
- ベネズエラン・サマーリーグ・レイズ

### リーガ・ベネソラーナ・デ・ベイスボル・プロフェシオナル
- アギラス・デル・スリア
- ブラボス・デ・マルガリータ
本拠地：エスタディオ・ヌエバ・スパルタ（ヌエバ・エスパルタ州・マルガリータ島）
- カルデナレス・デ・ララ
- カリベス・デ・アンソアテギ
- レオネス・デル・カラカス
本拠地：エスタディオ・ウニベルシタリオ・デ・カラカス（カラカス）
- ナベガンテス・デル・マガリャーネス
本拠地：エスタディオ・ホセ・ベルナルド・ペレス（カラボボ州・バレンシア）
- ティブロネス・デ・ラ・グアイラ
- ティグレス・デ・アラグア
本拠地：エスタディオ・ホセ・ペレス・コルメナーレス（アラグア州・マラカイ）

かつて存在したチーム
- パストーラ・デ・ロス・リャノス
  - ペトロレーロス・デ・カビナス（1991年〜1996年）→パストーラ・デ・オキシデンテ（1996年〜1998年）→パストーラ・デ・ロス・リャノス（1998年〜2007年）→球団買収により「ブラボス・デ・マルガリータ」に

## コロンビア

### リーガ・コロンビアーナ・デ・ベイスボル・プロフェシオナル
- カイマネス・デ・バランキージャ
- ティグレス・デ・カルタヘナ
- レオネス・デ・モンテリア
- トロス・デ・シンセレホ

かつて存在したチーム
- アギラス・デ・ボゴタ
- ポトロス・デ・メデジン

## ニカラグア

### リーガ・ニカラグエンセ・デ・ベイスボル・プロフェシオナル
- インディオス・デル・ボーエル
本拠地：エスタディオ・デニス・マルティネス（マナグア）
  - インディオス・デル・ボーエル（1905年〜1947年）→ロス・ボリクアス（1948年〜1952年）→インディオス・デル・ボーエル（1953年〜1967年、2004年〜）
- ティグレス・デル・チナンデガ
本拠地：エスタディオ・エフレイン・ティヘリノ（チナンデガ県）
- ヒガンテス・デ・リバス
本拠地：エスタディオ・ヤミル・リオス・ウガルテ・リバス（リバス県）
- フィエラス・デル・サン・フェルナンド

かつて存在したチーム
- フィエラス・デル・サン・フェルナンド
- レオネス・デ・レオン
- シンコ・エストレージャス

## オランダ

### ホーフトクラッセ
- アムステルダム・パイレーツ
- キュラソー・ネプテューヌス
- DSSキンヘイム
- クイック・アメルスフォールト
- ツインズ・オーステルハウト
- RCHピングインス
- ホーフトドルプ・ピオニールス
- HCAW
- UVV

## イタリア・サンマリノ

### イタリアン・ベースボールリーグ
- デ・エンジェリス・ノースイースト・ナイツ
- ネットゥーノ・ベースボールクラブ
- ネットゥーノ 2・ベースボールクラブ
- パドヴァ・ベースボールクラブ
- パルマ・ベースボールクラブ
- フォルティチュード・ボローニャ
- リミニ・ベースボールクラブ
- T&Aサンマリノ

## スペイン

### リーガ・エスパニョーラ・デ・ベイスボル

#### ディビシオン・デ・オナー
- エル・イラーノ
- サンイナジオ・ビルバオ・ビスカヤ
- C.B.S.サンボイ
- CBバルセロナ
- C.D.パンプローナ
- C.B.ビラデカンス
- テネリフェ・マーリンズ・プエルトクルーズ
- バレンシア・アストロズ
- ベイスボル・ナバーラ

#### プリメーラ・ディビシオンA
- エストレージャス・ネグラス
- サン・ラザロ
- CBSアントアチャー
- CBSリバス・バシアマドリード
- BCベナメヒ

## スウェーデン

### エリートセリエン
- カルスコーガ・バッツ
- ストックホルム・ベースボールクラブ
- ヨーテボリBF
- レクサンド・ランバージャックス
- サンドバイバーグ・ヒート
- ゲフレ・ベースボールクラブ
- アルビーIFベースボール
- レクサンド・ギムナジウム（アカデミア）

## ベルギー

### フラームス・ベースボールリーガ

#### 2013年シーズン
- ナミュール・エンジェルス
- LLNフェニックス
- ブラスチャート・ブレーブス
- ドールン・スパルタンズ
- ボーガーホート・スクイレルズ
- モートセル・スターズ
- ロイヤル・メルクセム・グレイズ

## イスラエル

### プレミアリーグ

#### 2019年秋季
- エルサレム
- ラアナナ
- テルアビブ

#### リーグ発足時（2007年）
- モディーン・ミラクルズ（英語: Modi'in Miracle）
- ペタティクバ・パイオニアーズ（英語: Petach Tikva Pioneers）
- テルアビブ・ライトニング（英語: Tel Aviv Lightning）
- Netanya Tigers（英語版）
- Bet Shemesh Blue Sox（英語版）
- Ra'anana Express（英語版）

## オーストラリアン・ベースボールリーグ
- アデレード・ジャイアンツ（2010年〜）
本拠地：クーパーズ・スタジアム（南オーストラリア州アデレード）
  - アデレード・バイド（2010年〜2018年）→アデレード・ジャイアンツ（2019年〜）
- キャンベラ・キャバルリー（2010年〜）
本拠地：ナラバンダ・ボールパーク（オーストラリア首都特別地域キャンベラ）
- シドニー・ブルーソックス（2010年〜）
本拠地：ブラックタウン・ベースボールスタジアム（ニューサウスウェールズ州シドニー）
- パース・ヒート（2010年〜）
本拠地：バーバガロ・ボールパーク（西オーストラリア州パース）
- ブリスベン・バンディッツ（2010年〜）
本拠地：ブリスベン・エキシビジョン・グラウンド（クイーンズランド州ブリスベン）、ホロウェイ・フィールド（クイーンズランド州ブリスベン）
- メルボルン・エイシズ（2010年〜）
本拠地：メルボルン・ボール・パーク（ビクトリア州メルボルン）

### 消滅した球団
- オークランド・トゥアタラ（2018年〜2022年）
本拠地：ノース・ハーバー・スタジアム（ニュージーランド・オークランド）
- ジーロング・コリア（2018年〜2023年）
本拠地：ジーロング・ベースボール・パーク（英語版）（ビクトリア州ジーロング）

## フィリピン

### ベースボールフィリピン
- マニラ・シャークス
- セブ・ドルフィンズ
- フォワード・タギッグ・ペイトリオッツ
- アラバン・タイガース
- ドゥマゲッティ・ユニバイカーズ

### 消滅したチーム
- アンティポロ・ピルグリムス
- ケソンシティ・エンジェルス
- ネグロス・ルースターズ
- パンパンガ・サンド・キングス
- マカティ・マリナーズ
- マリキナ・シューメイカーズ
- ラグナ・タイガース

## その他

### グローバルリーグ（独立リーグ）
※1969年の1年のみ活動。
- 東京ドラゴンズ
- アラバマ・ワイルドキャッツ
- ニュージャージー・タイタンズ
- ドミニカ・シャークス
- ベネズエラ・オイラーズ
- プエルトリコ・サンファンズ